# Чемпіонат світу з футболу 1998 (кваліфікаційний раунд, УЄФА)
У рамках відбіркового турніру до чемпіонату світу з футболу 1998 футбольні збірні країн Європи (зона УЄФА) змагалися за вихід до фінальної частини світової футбольної першості 1998 року.
50 країн УЄФА подали заявки на участь у чемпіонаті світу з футболу 1998 року. Європейська континентальна зона отримала 15 (з 32) путівок на фінальний турнір. Збірна Франції як господар чемпіонату отримала путівку автоматично, інші 14 місць були розіграні у відбірковому турнірі між 49 державами.

## Формат
49 збірні були розподілені на 9 груп — чотири групи по 6 команд і п'ять груп по 5 команд. Команди грали кожна з кожною вдома і в гостях. Переможці груп отримували путівки. Команди, які зайняли  другі місця в групах, порівнювалися по результатам зустрічей з командами, які зайняли 1-е, 3-є та 4-е місця в групах. Найкраща з цих команд також отримувала путівку. Інші брали участь в стикових матчах УЄФА.
У стикових матчах УЄФА 8 команд розподілялися на пари, в кожній з яких визначався один володар путівки за підсумками двох матчів матчах (вдома і в гостях).

## Жеребкування
Для жеребкування команди були розбиті на п'ять кошиків відповідено до рейтингу ФІФА станом на листопад 1995 року.
| Команди    | Рейтинг |
| ---------- | ------- |
| Німеччина  | 2       |
| Іспанія    | 3       |
| Італія     | 4       |
| Росія      | 5       |
| Норвегія   | 6       |
| Данія      | 8       |
| Нідерланди | 10      |
| Швеція     | 11      |
| Румунія    | 12      |

| Team       | Рейтинг |
| ---------- | ------- |
| Болгарія   | 14      |
| Швейцарія  | 15      |
| Португалія | 16      |
| Чехія      | 18      |
| Англія     | 20      |
| Ірландія   | 21      |
| Шотландія  | 25      |
| Бельгія    | 26      |
| Греція     | 29      |

| Team              | Рейтинг |
| ----------------- | ------- |
| Туреччина         | 31      |
| Польща            | 33      |
| Словаччина        | 35      |
| Австрія           | 38      |
| Хорватія          | 39      |
| Ізраїль           | 40      |
| Фінляндія         | 41      |
| Литва             | 45      |
| Північна Ірландія | 46      |

| Team      | Рейтинг |
| --------- | ------- |
| Ісландія  | 48      |
| Латвія    | 54      |
| Уельс     | 57      |
| Угорщина  | 60      |
| Кіпр      | 70      |
| Україна   | 71      |
| Словенія  | 75      |
| Грузія    | 77      |
| Югославія | 80      |

| Team                 | Рейтинг |
| -------------------- | ------- |
| Албанія              | 87      |
| Білорусь             | 88      |
| Мальта               | 89      |
| Північна Македонія   | 90      |
| Люксембург           | 98      |
| Молдова              | 107     |
| Вірменія             | 112     |
| Фарерські острови    | 116     |
| Естонія              | 126     |
| Азербайджан          | 136     |
| Сан-Марино           | 142     |
| Ліхтенштейн          | 151     |
| Боснія і Герцеговина | NR      |

### Огляд групового раунду
| Група 1                              | Група 2               | Група 3                         | Група 4                        | Група 5                 | Група 6                                   | Група 7                    | Група 8                                       | Група 9                                       |
| ------------------------------------ | --------------------- | ------------------------------- | ------------------------------ | ----------------------- | ----------------------------------------- | -------------------------- | --------------------------------------------- | --------------------------------------------- |
| Данія                                | Англія                | Норвегія                        | Австрія                        | Болгарія                | Іспанія                                   | Нідерланди                 | Румунія                                       | Німеччина                                     |
| Хорватія                             | Італія                | Угорщина                        | Шотландія                      | Росія                   | Югославія                                 | Бельгія                    | Ірландія                                      | Україна                                       |
| Греція Боснія і Герцеговина Словенія | Польща Грузія Молдова | Фінляндія Швейцарія Азербайджан | Швеція Латвія Естонія Білорусь | Ізраїль Кіпр Люксембург | Чехія Словаччина Фарерські острови Мальта | Туреччина Уельс Сан-Марино | Литва Північна Македонія Ісландія Ліхтенштейн | Португалія Вірменія Північна Ірландія Албанія |

## Група 1
| Поз | Команда              | І | В | Н | П | ГЗ | ГП | РГ  | О  | Кваліфікація                            |     | DEN | CRO | GRE | BIH | SVN |
| --- | -------------------- | - | - | - | - | -- | -- | --- | -- | --------------------------------------- | --- | --- | --- | --- | --- | --- |
| 1   | Данія                | 8 | 5 | 2 | 1 | 14 | 6  | +8  | 17 | Вихід на Чемпіонат світу з футболу 1998 |     | —   | 3–1 | 2–1 | 2–0 | 4–0 |
| 2   | Хорватія             | 8 | 4 | 3 | 1 | 17 | 12 | +5  | 15 | Вихід до стадії Плей-оф                 |     | 1–1 | —   | 1–1 | 3–2 | 3–3 |
| 3   | Греція               | 8 | 4 | 2 | 2 | 11 | 4  | +7  | 14 |                                         |     | 0–0 | 0–1 | —   | 3–0 | 2–0 |
| 4   | Боснія і Герцеговина | 8 | 3 | 0 | 5 | 9  | 14 | −5  | 9  |                                         | 3–0 | 1–4 | 0–1 | —   | 1–0 |     |
| 5   | Словенія             | 8 | 0 | 1 | 7 | 5  | 20 | −15 | 1  |                                         | 0–2 | 1–3 | 0–3 | 1–2 | —   |     |

### Результати
| 24 квітня 1996 20:00 UTC+3 |

| Греція                          | 2–0      | Словенія |
| ------------------------------- | -------- | -------- |
| Ліма-Батішта 55' Ніколаїдіс 65' | Протокол |          |

| Олімпійський стадіон, Афіни Глядачів: 5,053 Арбітр: Руне Педерсен (Норвегія) |

| 1 вересня 1996 20:00 UTC+2 |

| Словенія | 0–2      | Данія                      |
| -------- | -------- | -------------------------- |
|          | Протокол | А. Нільсен 78' Шенберг 89' |

| Бежіград, Любляна Глядачів: 5,000 Арбітр: Урс Маєр (Швейцарія) |

| 1 вересня 1996 17:30 UTC+3 |

| Греція                                      | 3–0      | Боснія і Герцеговина |
| ------------------------------------------- | -------- | -------------------- |
| Узунідіс 41' Апостолакіс 79' Ніколаїдіс 84' | Протокол |                      |

| Міський стадіон, Каламата Глядачів: 4,020 Арбітр: Гюнтер Бенке (Австрія) |

| 8 жовтня 1996 20:00 UTC+2 |

| Боснія і Герцеговина | 1–4      | Хорватія                              |
| -------------------- | -------- | ------------------------------------- |
| Саліхаміджич 25'     | Протокол | Билич 13' Влаович 32' Бокшич 64', 85' |

| Ренато Даль'Ара, Болонья Глядачів: 1,500 Арбітр: Атанас Узунов (Болгарія) |

| 9 жовтня 1996 19:15 UTC+2 |

| Данія                               | 2–1      | Греція    |
| ----------------------------------- | -------- | --------- |
| Загоракіс 25' (а.г.) Б. Лаудруп 52' | Протокол | Доніс 35' |

| Паркен, Копенгаген Глядачів: 40,262 Арбітр: Пол Деркін (England) |

| 10 листопада 1996 20:15 UTC+1 |

| Хорватія  | 1–1      | Греція        |
| --------- | -------- | ------------- |
| Шукер 44' | Протокол | Ніколаїдіс 9' |

| Максимир, Загреб Глядачів: 24,000 Арбітр: Маріо ван дер Енде (Нідерланди) |

| 10 листопада 1996 15:00 UTC+1 |

| Словенія           | 1–2      | Боснія і Герцеговина |
| ------------------ | -------- | -------------------- |
| Захович 41' (пен.) | Протокол | Болич 5' Кодро 33'   |

| Бежіград, Любляна Глядачів: 3,200 Арбітр: Чарлз Агіус (Мальта) |

| 29 березня 1997 20:15 UTC+1 |

| Хорватія  | 1–1      | Данія          |
| --------- | -------- | -------------- |
| Шукер 49' | Протокол | Б. Лаудруп 82' |

| Полюд, Спліт Глядачів: 33,865 Арбітр: П'єро Чеккаріні (Італія) |

| 2 квітня 1997 20:15 UTC+2 |

| Хорватія                      | 3–3      | Словенія            |
| ----------------------------- | -------- | ------------------- |
| Просинечки 33' Бобан 43', 60' | Протокол | Ґліха 45', 65', 66' |

| Полюд, Спліт Глядачів: 15,365 Арбітр: Пол Деркін (Англія) |

| 2 квітня 1997 15:30 UTC+2 |

| Боснія і Герцеговина | 0–1      | Греція         |
| -------------------- | -------- | -------------- |
|                      | Протокол | Францескос 73' |

| Асім Ферхатович-Хасе, Сараєво Глядачів: 33,000 Арбітр: Ален Сар (Франція) |

| 30 квітня 1997 19:15 UTC+2 |

| Данія                                             | 4–0      | Словенія |
| ------------------------------------------------- | -------- | -------- |
| А. Нільсен 3', 55' П. Педерсен 28' Б. Лаудруп 50' | Протокол |          |

| Паркен, Копенгаген Глядачів: 41,278 Арбітр: Гельмут Круг (Німеччина) |

| 30 квітня 1997 21:00 UTC+3 |

| Греція | 0–1      | Хорватія  |
| ------ | -------- | --------- |
|        | Протокол | Шукер 74' |

| Кафтанзогліо, Салоніки Глядачів: 10,730 Арбітр: Антоніо Хесус Лопес Ньєто (Іспанія) |

| 8 червня 1997 15:00 UTC+2 |

| Данія                 | 2–0      | Боснія і Герцеговина |
| --------------------- | -------- | -------------------- |
| Ріпер 67' Мольнар 89' | Протокол |                      |

| Паркен, Копенгаген Глядачів: 41,592 Арбітр: Карол Ігрінг (Словаччина) |

| 20 серпня 1997 20:30 UTC+2 |

| Боснія і Герцеговина      | 3–0      | Данія |
| ------------------------- | -------- | ----- |
| Муйчин 19' Болич 25', 35' | Протокол |       |

| Асім Ферхатович-Хасе, Сараєво Глядачів: 36,500 Арбітр: Вітор Мелу Перейра (Португалія) |

| 6 вересня 1997 20:15 UTC+2 |

| Хорватія                      | 3–2      | Боснія і Герцеговина            |
| ----------------------------- | -------- | ------------------------------- |
| Билич 27' Марич 39' Бобан 79' | Протокол | Ладич 17' (аг) Саліхаміджич 55' |

| Максимир, Загреб Глядачів: 16,518 Арбітр: Г'ю Даллас (Шотландія) |

| 6 вересня 1997 20:15 UTC+2 |

| Словенія | 0–3      | Греція                                          |
| -------- | -------- | ----------------------------------------------- |
|          | Протокол | Александріс 54' Константінідіс 89' Махлас 90+1' |

| Бежіград, Любляна Глядачів: 4,689 Арбітр: Карол Ігрінг (Словаччина) |

| 10 вересня 1997 19:15 UTC+2 |

| Данія                                     | 3–1      | Хорватія  |
| ----------------------------------------- | -------- | --------- |
| Б. Лаудруп 15' М. Лаудруп 34' Мольнар 40' | Протокол | Шукер 44' |

| Паркен, Копенгаген Глядачів: 41,381 Арбітр: Шандор Пуль (Угорщина) |

| 10 вересня 1997 20:15 UTC+2 |

| Боснія і Герцеговина | 1–0      | Словенія |
| -------------------- | -------- | -------- |
| Болич 22'            | Протокол |          |

| Асім Ферхатович-Хасе, Сараєво Глядачів: 18,000 Арбітр: Тарас Безуб'як (Росія) |

| 11 жовтня 1997 21:00 UTC+3 |

| Греція | 0–0      | Данія |
| ------ | -------- | ----- |
|        | Протокол |       |

| Олімпійський стадіон, Афіни Глядачів: 64,272 Арбітр: Жиль Вессьєр (Франція) |

| 11 жовтня 1997 20:00 UTC+2 |

| Словенія    | 1–3      | Хорватія                        |
| ----------- | -------- | ------------------------------- |
| Захович 72' | Протокол | Шукер 11' Сольдо 39' Бокшич 50' |

| Бежіград, Любляна Глядачів: 5,500 Арбітр: Арман Ансьйон (Бельгія) |

## Група 2
| Поз | Команда | І | В | Н | П | ГЗ | ГП | РГ  | О  | Кваліфікація                            |     | ENG | ITA | POL | GEO | MDA |
| --- | ------- | - | - | - | - | -- | -- | --- | -- | --------------------------------------- | --- | --- | --- | --- | --- | --- |
| 1   | Англія  | 8 | 6 | 1 | 1 | 15 | 2  | +13 | 19 | Вихід на Чемпіонат світу з футболу 1998 |     | —   | 0–1 | 2–1 | 2–0 | 4–0 |
| 2   | Італія  | 8 | 5 | 3 | 0 | 11 | 1  | +10 | 18 | Прохід до Плей-оф                       |     | 0–0 | —   | 3–0 | 1–0 | 3–0 |
| 3   | Польща  | 8 | 3 | 1 | 4 | 10 | 12 | −2  | 10 |                                         |     | 0–2 | 0–0 | —   | 4–1 | 2–1 |
| 4   | Грузія  | 8 | 3 | 1 | 4 | 7  | 9  | −2  | 10 |                                         | 0–2 | 0–0 | 3–0 | —   | 2–0 |     |
| 5   | Молдова | 8 | 0 | 0 | 8 | 2  | 21 | −19 | 0  |                                         | 0–3 | 1–3 | 0–3 | 0–1 | —   |     |

### Результати
| 1 вересня 1996 18:00 UTC+3 |

| Молдова | 0–3      | Англія                           |
| ------- | -------- | -------------------------------- |
|         | Протокол | Бармбі 24' Гаскойн 26' Ширер 61' |

| Республіканський стадіон, Кишинів Глядачів: 9,500 Арбітр: Ілкка Кого (Фінляндія) |

| 5 жовтня 1996 21:15 UTC+3 |

| Молдова     | 1–3      | Італія                         |
| ----------- | -------- | ------------------------------ |
| Куртіян 12' | Протокол | Раванеллі 8', 87' Казірагі 67' |

| Республіканський стадіон, Кишинів Глядачів: 4,085 Арбітр: Герд Грабгер (Австрія) |

| 9 жовтня 1996 20:00 UTC+1 |

| Англія         | 2–1      | Польща   |
| -------------- | -------- | -------- |
| Ширер 25', 38' | Протокол | Цитко 7' |

| Вемблі, Лондон Глядачів: 74,663 Арбітр: Гельмут Круг (Німеччина) |

| 9 жовтня 1996 20:30 UTC+2 |

| Італія        | 1–0      | Грузія |
| ------------- | -------- | ------ |
| Раванеллі 43' | Протокол |        |

| Ренато Курі, Перуджа Глядачів: 14,012 Арбітр: Ерік Бларо (Бельгія) |

| 9 листопада 1996 16:00 UTC+4 |

| Грузія | 0–2      | Англія                     |
| ------ | -------- | -------------------------- |
|        | Протокол | Шерінгем 15' Фердінанд 37' |

| ім. Бориса Пайчадзе, Тбілісі Глядачів: 48,000 Арбітр: Жорже Монтейру Короаду (Португалія) |

| 10 листопада 1996 20:15 UTC+2 |

| Польща                               | 2–1      | Молдова             |
| ------------------------------------ | -------- | ------------------- |
| Балушинський 4' К. Важиха 77' (пен.) | Протокол | Клещенко 83' (пен.) |

| ГКС, Катовиці Глядачів: 8,000 Арбітр: Сотіріос Ворйяс (Греція) |

| 12 лютого 1997 20:00 UTC |

| Англія | 0–1      | Італія    |
| ------ | -------- | --------- |
|        | Протокол | Дзола 19' |

| Вемблі, Лондон Глядачів: 75,056 Арбітр: Шандор Пуль (Угорщина) |

| 29 березня 1997 20:45 UTC+1 |

| Італія                           | 3–0      | Молдова |
| -------------------------------- | -------- | ------- |
| Мальдіні 24' Дзола 45' В'єрі 50' | Протокол |         |

| Стадіо Нерео Рокко, Трієст Глядачів: 17,677 Арбітр: Жиль Вессьєр (Франція) |

| 2 квітня 1997 20:30 UTC+2 |

| Польща | 0–0      | Італія |
| ------ | -------- | ------ |
|        | Протокол |        |

| Сілезький стадіон, Хожув Глядачів: 32,000 Арбітр: Кім Мільтон Нільсен (Данія) |

| 30 квітня 1997 20:00 UTC+1 |

| Англія                   | 2–0      | Грузія |
| ------------------------ | -------- | ------ |
| Шерінгем 42' Ширер 90+1' | Протокол |        |

| Вемблі, Лондон Глядачів: 71,208 Арбітр: Ремі Аррель (Франція) |

| 30 квітня 1997 20:30 UTC+2 |

| Італія                                  | 3–0      | Польща |
| --------------------------------------- | -------- | ------ |
| Ді Маттео 24' Мальдіні 36' Р. Баджо 62' | Протокол |        |

| Дієго Армандо Марадона, Неаполь Глядачів: 35,237 Арбітр: Хосе Марія Гарсія-Аранда (Іспанія) |

| 31 травня 1997 20:30 UTC+2 |

| Польща | 0–2      | Англія                |
| ------ | -------- | --------------------- |
|        | Протокол | Ширер 5' Шерінгем 90' |

| Сілезький стадіон, Хожув Глядачів: 25,000 Арбітр: Урс Маєр (Швейцарія) |

| 7 червня 1997 19:15 UTC+4 |

| Грузія                         | 2–0      | Молдова |
| ------------------------------ | -------- | ------- |
| Ш. Арвеладзе 27' Кінкладзе 51' | Протокол |         |

| Динамо, Батумі Глядачів: 12,500 Арбітр: Чарлз Агіус (Мальта) |

| 14 червня 1997 20:30 UTC+2 |

| Польща                                                    | 4–1      | Грузія           |
| --------------------------------------------------------- | -------- | ---------------- |
| Ледвонь 32' Тшецяк 34' Букальский 74' (пен.) К. Новак 90' | Протокол | Ш. Арвеладзе 24' |

| ГКС, Катовиці Глядачів: 1,022 Арбітр: Гюнтер Бенке (Австрія) |

| 10 вересня 1997 20:00 UTC+1 |

| Англія                               | 4–0      | Молдова |
| ------------------------------------ | -------- | ------- |
| Скоулз 29' Райт 46', 90' Гаскойн 81' | Протокол |         |

| Вемблі, Лондон Глядачів: 74,102 Арбітр: Карл-Ерік Нільссон (Швеція) |

| 10 вересня 1997 21:00 UTC+4 |

| Грузія | 0–0      | Італія |
| ------ | -------- | ------ |
|        | Протокол |        |

| ім. Бориса Пайчадзе, Тбілісі Глядачів: 51,117 Арбітр: Руне Педерсен (Норвегія) |

| 24 вересня 1997 19:00 UTC+3 |

| Молдова | 0–1      | Грузія     |
| ------- | -------- | ---------- |
|         | Протокол | Кецбая 10' |

| Республіканський стадіон, Кишинів Глядачів: 5,300 Арбітр: Дані Корен (Ізраїль) |

| 7 жовтня 1997 19:00 UTC+3 |

| Молдова | 0–3      | Польща                |
| ------- | -------- | --------------------- |
|         | Протокол | Юсковяк 23', 56', 60' |

| Республіканський стадіон, Кишинів Глядачів: 8,000 Арбітр: Метін Токат (Туреччина) |

| 11 жовтня 1997 20:45 UTC+2 |

| Італія | 0–0      | Англія |
| ------ | -------- | ------ |
|        | Протокол |        |

| Олімпійський стадіон, Рим Глядачів: 65,892 Арбітр: Маріо ван дер Енде (Нідерланди) |

| 11 жовтня 1997 16:00 UTC+4 |

| Грузія                                   | 3–0      | Польща |
| ---------------------------------------- | -------- | ------ |
| А. Арвеладзе 55' Цхададзе 68' Кецбая 74' | Протокол |        |

| ім. Бориса Пайчадзе, Тбілісі Глядачів: 15,000 Арбітр: Любош Міхель (Словаччина) |

## Група 3
| Поз | Команда     | І | В | Н | П | ГЗ | ГП | РГ  | О  | Кваліфікація                            |     | NOR | HUN | FIN | SUI | AZE |
| --- | ----------- | - | - | - | - | -- | -- | --- | -- | --------------------------------------- | --- | --- | --- | --- | --- | --- |
| 1   | Норвегія    | 8 | 6 | 2 | 0 | 21 | 2  | +19 | 20 | Вихід на Чемпіонат світу з футболу 1998 |     | —   | 3–0 | 1–1 | 5–0 | 5–0 |
| 2   | Угорщина    | 8 | 3 | 3 | 2 | 10 | 8  | +2  | 12 | Прохід до Плей-оф                       |     | 1–1 | —   | 1–0 | 1–1 | 3–1 |
| 3   | Фінляндія   | 8 | 3 | 2 | 3 | 11 | 12 | −1  | 11 |                                         |     | 0–4 | 1–1 | —   | 2–3 | 3–0 |
| 4   | Швейцарія   | 8 | 3 | 1 | 4 | 11 | 12 | −1  | 10 |                                         | 0–1 | 1–0 | 1–2 | —   | 5–0 |     |
| 5   | Азербайджан | 8 | 1 | 0 | 7 | 3  | 22 | −19 | 3  |                                         | 0–1 | 0–3 | 1–2 | 1–0 | —   |     |

### Результати
| 2 червня 1996 20:00 UTC+2 |

| Норвегія                                         | 5–0      | Азербайджан |
| ------------------------------------------------ | -------- | ----------- |
| Сольбаккен 7', 46' Сульшер 37', 89' Страндлі 59' | Протокол |             |

| Уллевол, Осло Глядачів: 14,012 Арбітр: Алан Снодді (Північна Ірландія) |

| 31 серпня 1996 20:00 UTC+05:00 |

| Азербайджан | 1–0      | Швейцарія |
| ----------- | -------- | --------- |
| Рзаєв 28'   | Протокол |           |

| ім. Тофіка Бахрамова, Баку Глядачів: 15,000 Арбітр: Ришард Вуйцик (Польща) |

| 1 вересня 1996 18:30 UTC+2 |

| Угорщина | 1–0      | Фінляндія |
| -------- | -------- | --------- |
| Орос 15' | Протокол |           |

| Ференц Пушкаш, Будапешт Глядачів: 14,500 Арбітр: Гартмут Штрампе (Німеччина) |

| 6 жовтня 1996 19:00 UTC+3 |

| Фінляндія                     | 2–3      | Швейцарія                        |
| ----------------------------- | -------- | -------------------------------- |
| Суміала 41' (пен.) Колкка 77' | Протокол | Ломбардо 14' Сфорца 34' Якін 54' |

| Олімпійський стадіон, Гельсінкі Глядачів: 7,217 Арбітр: Гюльві Тор Оррасон (Ісландія) |

| 9 жовтня 1996 20:00 UTC+2 |

| Норвегія                     | 3–0      | Угорщина |
| ---------------------------- | -------- | -------- |
| Рекдаль 83', 89', 90' (пен.) | Протокол |          |

| Уллевол, Осло Глядачів: 22,480 Арбітр: Г'ю Даллас (Шотландія) |

| 10 листопада 1996 14:30 UTC+1 |

| Швейцарія | 0–1      | Норвегія       |
| --------- | -------- | -------------- |
|           | Протокол | Леонардсен 32' |

| Ванкдорф, Берн Глядачів: 22,000 Арбітр: Мануель Діас Вега (Іспанія) |

| 10 листопада 1996 16:00 UTC+4 |

| Азербайджан | 0–3      | Угорщина                        |
| ----------- | -------- | ------------------------------- |
|             | Протокол | Нілаш 42', 67' (пен.) Урбан 77' |

| ім. Тофіка Бахрамова, Баку Глядачів: 30,000 Арбітр: Драгутин Поляк (Хорватія) |

| 2 квітня 1997 20:00 UTC+05:00 |

| Азербайджан           | 1–2      | Фінляндія                    |
| --------------------- | -------- | ---------------------------- |
| Сулейманов 83' (пен.) | Протокол | Літманен 26' Паателайнен 64' |

| ім. Тофіка Бахрамова, Баку Глядачів: 19,000 Арбітр: Грем Полл (Англія) |

| 30 квітня 1997 20:00 UTC+2 |

| Норвегія    | 1–1      | Фінляндія   |
| ----------- | -------- | ----------- |
| Сульшер 83' | Протокол | Суміала 60' |

| Уллевол, Осло Глядачів: 22,782 Арбітр: Маркус Мерк (Німеччина) |

| 30 квітня 1997 20:15 UTC+2 |

| Швейцарія      | 1–0      | Угорщина |
| -------------- | -------- | -------- |
| Тюрк'їлмаз 83' | Протокол |          |

| Гардтурм, Цюрих Глядачів: 17,300 Арбітр: Лейф Сундель (Швеція) |

| 8 червня 1997 20:00 UTC+2 |

| Угорщина  | 1–1      | Норвегія |
| --------- | -------- | -------- |
| Ковач 22' | Протокол | Руді 9'  |

| Ференц Пушкаш, Будапешт Глядачів: 25,300 Арбітр: Девід Еллерей (Англія) |

| 8 червня 1997 19:00 UTC+3 |

| Фінляндія                            | 3–0      | Азербайджан |
| ------------------------------------ | -------- | ----------- |
| Вангала 60' Літманен 65' Суміала 82' | Протокол |             |

| Олімпійський стадіон, Гельсінкі Глядачів: 13,417 Арбітр: Ален Гамер (Люксембург) |

| 20 серпня 1997 19:00 UTC+3 |

| Фінляндія | 0–4      | Норвегія                                        |
| --------- | -------- | ----------------------------------------------- |
|           | Протокол | Сольбаккен 9' Руді 12' Й. Флу 48' Т. А. Флу 84' |

| Олімпійський стадіон, Гельсінкі Глядачів: 35,520 Арбітр: Вадим Жук (Білорусь) |

| 20 серпня 1997 18:30 UTC+2 |

| Угорщина  | 1–1      | Швейцарія     |
| --------- | -------- | ------------- |
| Клаус 52' | Протокол | Шапюїза 90+1' |

| Ференц Пушкаш, Будапешт Глядачів: 40,000 Арбітр: Мішель Піро (Бельгія) |

| 6 вересня 1997 20:00 UTC+05:00 |

| Азербайджан | 0–1      | Норвегія      |
| ----------- | -------- | ------------- |
|             | Протокол | Т. А. Флу 42' |

| ім. Тофіка Бахрамова, Баку Глядачів: 8,000 Арбітр: Гюнтер Бенке (Австрія) |

| 6 вересня 1997 21:15 UTC+2 |

| Швейцарія  | 1–2      | Фінляндія                |
| ---------- | -------- | ------------------------ |
| Кунц 90+1' | Протокол | Літманен 16' Суміала 79' |

| Стад Олімпік де ла Понтез, Лозанна Глядачів: 15,000 Арбітр: Стефано Браскі (Італія) |

| 10 вересня 1997 20:00 UTC+2 |

| Норвегія                                                         | 5–0      | Швейцарія |
| ---------------------------------------------------------------- | -------- | --------- |
| Якобсен 46' Сольбаккен 51' Егген 65' Естенстад 75' Т. А. Флу 85' | Протокол |           |

| Уллевол, Осло Глядачів: 22,603 Арбітр: Гельмут Круг (Німеччина) |

| 10 вересня 1997 19:30 UTC+2 |

| Угорщина                       | 3–1      | Азербайджан |
| ------------------------------ | -------- | ----------- |
| Клаус 8' Гальмаї 44' Іллеш 89' | Протокол | Личкін 71'  |

| Ференц Пушкаш, Будапешт Глядачів: 8,112 Арбітр: Атанас Узунов (Болгарія) |

| 11 жовтня 1997 19:00 UTC+3 |

| Фінляндія   | 1–1      | Угорщина            |
| ----------- | -------- | ------------------- |
| Суміала 63' | Протокол | Мойланен 90+1' (аг) |

| Олімпійський стадіон, Гельсінкі Глядачів: 31,617 Арбітр: Бернд Гайнеман (Німеччина) |

| 11 жовтня 1997 20:15 UTC+2 |

| Швейцарія                                            | 5–0      | Азербайджан |
| ---------------------------------------------------- | -------- | ----------- |
| Тюрк'їлмаз 13', 23', 69' (пен.) Якін 43' Шапюїза 51' | Протокол |             |

| Гардтурм, Цюрих Глядачів: 7,600 Арбітр: Джон Роуботам (Шотландія) |

## Група 4
| Поз | Команда   | І  | В | Н | П | ГЗ | ГП | РГ  | О  | Кваліфікація                            |     | AUT | SCO | SWE | LVA | EST | BLR |
| --- | --------- | -- | - | - | - | -- | -- | --- | -- | --------------------------------------- | --- | --- | --- | --- | --- | --- | --- |
| 1   | Австрія   | 10 | 8 | 1 | 1 | 17 | 4  | +13 | 25 | Вихід на Чемпіонат світу з футболу 1998 |     | —   | 0–0 | 1–0 | 2–1 | 2–0 | 4–0 |
| 2   | Шотландія | 10 | 7 | 2 | 1 | 15 | 3  | +12 | 23 | Вихід на Чемпіонат світу з футболу 1998 |     | 2–0 | —   | 1–0 | 2–0 | 2–0 | 4–1 |
| 3   | Швеція    | 10 | 7 | 0 | 3 | 16 | 9  | +7  | 21 |                                         |     | 0–1 | 2–1 | —   | 1–0 | 1–0 | 5–1 |
| 4   | Латвія    | 10 | 3 | 1 | 6 | 10 | 14 | −4  | 10 |                                         | 1–3 | 0–2 | 1–2 | —   | 1–0 | 2–0 |     |
| 5   | Естонія   | 10 | 1 | 1 | 8 | 4  | 16 | −12 | 4  |                                         | 0–3 | 0–0 | 2–3 | 1–3 | —   | 1–0 |     |
| 6   | Білорусь  | 10 | 1 | 1 | 8 | 5  | 21 | −16 | 4  |                                         | 0–1 | 0–1 | 1–2 | 1–1 | 1–0 | —   |     |

### Результати
| 1 червня 1996 18:30 UTC+2 |

| Швеція                                                              | 5–1      | Білорусь      |
| ------------------------------------------------------------------- | -------- | ------------- |
| К. Андерссон 20', 62' (пен.) Далін 30' П. Андерссон 77' Ларссон 87' | Протокол | Белькевич 75' |

| Росунда, Стокгольм Глядачів: 30,014 Арбітр: Ремі Аррель (Франція) |

| 31 серпня 1996 20:30 UTC+2 |

| Австрія | 0–0      | Шотландія |
| ------- | -------- | --------- |
|         | Протокол |           |

| Ернст-Гаппель-Штадіон, Відень Глядачів: 27,600 Арбітр: Мішель Піро (Бельгія) |

| 31 серпня 1996 18:30 UTC+3 |

| Білорусь       | 1–0      | Естонія |
| -------------- | -------- | ------- |
| Маковський 35' | Протокол |         |

| Динамо, Мінськ Глядачів: 7,500 Арбітр: Сергій Хусаїнов (Росія) |

| 1 вересня 1996 19:00 UTC+3 |

| Латвія     | 1–2      | Швеція                     |
| ---------- | -------- | -------------------------- |
| Рімкус 56' | Протокол | Далін 16' К. Андерссон 21' |

| Даугава, Рига Глядачів: 9,200 Арбітр: Ласло Вагнер (Угорщина) |

| 5 жовтня 1996 19:00 UTC+3 |

| Латвія | 0–2      | Шотландія               |
| ------ | -------- | ----------------------- |
|        | Протокол | Коллінз 18' Джексон 80' |

| Даугава, Рига Глядачів: 9,500 Арбітр: Їржі Ульріх (Чехія) |

| 5 жовтня 1996 15:00 UTC+3 |

| Естонія           | 1–0      | Білорусь |
| ----------------- | -------- | -------- |
| Хохлов-Сімсон 52' | Протокол |          |

| Кадріорг, Таллінн Глядачів: 1,500 Арбітр: Річард О'Ганлон (Ірландія) |

| 9 жовтня 1996 19:00 UTC+2 |

| Швеція | 0–1      | Австрія    |
| ------ | -------- | ---------- |
|        | Протокол | Герцог 11' |

| Росунда, Стокгольм Глядачів: 36,859 Арбітр: Вацлав Крондл (Чехія) |

| 9 жовтня 1996 18:30 UTC+3 |

| Білорусь       | 1–1      | Латвія          |
| -------------- | -------- | --------------- |
| Маковський 78' | Протокол | Землинський 16' |

| Динамо, Мінськ Глядачів: 7,300 Арбітр: Серго Кварацхелія (Грузія) |

| 9 листопада 1996 18:15 UTC+1 |

| Австрія                 | 2–1      | Латвія     |
| ----------------------- | -------- | ---------- |
| Польстер 43' Герцог 73' | Протокол | Рімкус 44' |

| Ернст-Гаппель-Штадіон, Відень Глядачів: 15,700 Арбітр: Милан Митрович (Словенія) |

| 10 листопада 1996 15:00 UTC |

| Шотландія    | 1–0      | Швеція |
| ------------ | -------- | ------ |
| Макгінлей 7' | Протокол |        |

| Айброкс, Глазго Глядачів: 46,738 Арбітр: Хосе Марія Гарсія-Аранда (Іспанія) |

| 11 лютого 1997 20:00 UTC+1 |

| Естонія | 0–0      | Шотландія |
| ------- | -------- | --------- |
|         | Протокол |           |

| Стадіон Луї II, Монако Глядачів: 3,766 Арбітр: Мирослав Радоман (Юголсавія) |

Гра проходила на нейтральному полі і була переграванням домашнього для естонців матчу, який мав відбутися двома днями раніше, але на який команда господарів поля вчасно не з'явилася. 
| 29 березня 1997 15:00 UTC |

| Шотландія              | 2–0      | Естонія |
| ---------------------- | -------- | ------- |
| Бойд 25' Меет 52' (аг) | Протокол |         |

| Реґбі Парк, Кілмарнок Глядачів: 17,996 Арбітр: Бернд Гайнеман (Німеччина) |

| 2 квітня 1997 20:00 UTC+1 |

| Шотландія         | 2–0      | Австрія |
| ----------------- | -------- | ------- |
| Галлахер 25', 78' | Протокол |         |

| Селтік-парк, Глазго Глядачів: 43,259 Арбітр: Микола Левніков (Росія) |

| 30 квітня 1997 20:00 UTC+2 |

| Австрія               | 2–0      | Естонія |
| --------------------- | -------- | ------- |
| Вастич 48' Штегер 87' | Протокол |         |

| Ернст-Гаппель-Штадіон, Відень Глядачів: 27,500 Арбітр: Арман Ансьйон (Бельгія) |

| 30 квітня 1997 19:30 UTC+2 |

| Швеція                | 2–1      | Шотландія    |
| --------------------- | -------- | ------------ |
| К. Андерссон 43', 63' | Протокол | Галлахер 83' |

| Уллеві, Гетеборг Глядачів: 40,302 Арбітр: П'єрлуїджі Колліна (Італія) |

| 30 квітня 1997 17:00 UTC+3 |

| Латвія             | 2–0      | Білорусь |
| ------------------ | -------- | -------- |
| Шевляковс 36', 83' | Протокол |          |

| Даугава, Рига Глядачів: 4,200 Арбітр: Ілкка Кого (Фінляндія) |

| 18 травня 1997 19:00 UTC+3 |

| Естонія       | 1–3      | Латвія                                     |
| ------------- | -------- | ------------------------------------------ |
| Зелінський 5' | Протокол | Бабичевс 53' Єлісеєвс 80' Лемсалу 87' (аг) |

| Кадріорг, Таллінн Глядачів: 2,500 Арбітр: Дарко Цвиткович (Хорватія) |

| 8 червня 1997 19:00 UTC+3 |

| Латвія        | 1–3      | Австрія                           |
| ------------- | -------- | --------------------------------- |
| Астаф'євс 88' | Протокол | Гераф 55' Польстер 81' Штегер 82' |

| Даугава, Рига Глядачів: 9,200 Арбітр: Дік Йол (Нідерланди) |

| 8 червня 1997 17:00 UTC+3 |

| Білорусь | 0–1      | Шотландія              |
| -------- | -------- | ---------------------- |
|          | Протокол | Макаллістер 49' (пен.) |

| Динамо, Мінськ Глядачів: 12,000 Арбітр: Ахмет Чакар (Туреччина) |

| 8 червня 1997 20:00 UTC+3 |

| Естонія              | 2–3      | Швеція                                           |
| -------------------- | -------- | ------------------------------------------------ |
| Опер 74' Крістал 84' | Протокол | Далін 14' Зеттерберг 53' (пен.) К. Андерссон 71' |

| Кадріорг, Таллінн Глядачів: 2,500 Арбітр: Ришард Вуйцик (Польща) |

| 20 серпня 1997 18:30 UTC+3 |

| Естонія | 0–3      | Австрія                |
| ------- | -------- | ---------------------- |
|         | Протокол | Польстер 47', 69', 90' |

| Кадріорг, Таллінн Глядачів: 2,200 Арбітр: Йоргос Фассоліс (Греція) |

| 20 серпня 1997 20:30 UTC+3 |

| Білорусь    | 1–2      | Швеція                          |
| ----------- | -------- | ------------------------------- |
| Гуренко 38' | Протокол | К. Андерссон 74' Зеттерберг 84' |

| Динамо, Мінськ Глядачів: 9,000 Арбітр: Дермот Галлахер (Англія) |

| 6 вересня 1997 20:30 UTC+2 |

| Австрія    | 1–0      | Швеція |
| ---------- | -------- | ------ |
| Герцог 76' | Протокол |        |

| Ернст-Гаппель-Штадіон, Відень Глядачів: 48,500 Арбітр: Антоніо Хесус Лопес Ньєто (Іспанія) |

| 6 вересня 1997 20:30 UTC+3 |

| Латвія                 | 1–0      | Естонія |
| ---------------------- | -------- | ------- |
| Землинський 87' (пен.) | Протокол |         |

| Даугава, Рига Глядачів: 2,500 Арбітр: Отар Гунтадзе (Грузія) |

| 7 вересня 1997 14:00 UTC+1 |

| Шотландія                        | 4–1      | Білорусь          |
| -------------------------------- | -------- | ----------------- |
| Галлахер 7', 58' Гопкін 54', 88' | Протокол | Качуро 73' (пен.) |

| Піттодрі, Абердин Глядачів: 20,160 Арбітр: Маріо ван дер Енде (Нідерланди) |

| 10 вересня 1997 19:00 UTC+3 |

| Білорусь | 0–1      | Австрія           |
| -------- | -------- | ----------------- |
|          | Протокол | Пфайфенбергер 50' |

| Динамо, Мінськ Глядачів: 7,000 Арбітр: Серж Мументалер (Швейцарія) |

| 10 вересня 1997 19:00 UTC+2 |

| Швеція     | 1–0      | Латвія |
| ---------- | -------- | ------ |
| Jonson 88' | Протокол |        |

| Росунда, Стокгольм Глядачів: 20,251 Арбітр: Маркус Мерк (Німеччина) |

| 11 жовтня 1997 16:00 UTC+2 |

| Австрія                                | 4–0      | Білорусь |
| -------------------------------------- | -------- | -------- |
| Польстер 3', 16' (пен.) Штегер 6', 42' | Протокол |          |

| Ернст-Гаппель-Штадіон, Відень Глядачів: 48,500 Арбітр: Арон Гузу (Румунія) |

| 11 жовтня 1997 15:00 UTC+1 |

| Шотландія              | 2–0      | Латвія |
| ---------------------- | -------- | ------ |
| Галлахер 43' Дьюрі 80' | Протокол |        |

| Селтік-парк, Глазго Глядачів: 47,613 Арбітр: Шандор Піллер (Угорщина) |

| 11 жовтня 1997 15:00 UTC+2 |

| Швеція         | 1–0      | Естонія |
| -------------- | -------- | ------- |
| Зеттерберг 25' | Протокол |         |

| Росунда, Стокгольм Глядачів: 18,702 Арбітр: Стефан Орманджиєв (Болгарія) |

## Група 5
| Поз | Команда    | І | В | Н | П | ГЗ | ГП | РГ  | О  | Кваліфікація                            |     | BUL | RUS | ISR | CYP | LUX |
| --- | ---------- | - | - | - | - | -- | -- | --- | -- | --------------------------------------- | --- | --- | --- | --- | --- | --- |
| 1   | Болгарія   | 8 | 6 | 0 | 2 | 18 | 9  | +9  | 18 | Вихід на Чемпіонат світу з футболу 1998 |     | —   | 1–0 | 1–0 | 4–1 | 4–0 |
| 2   | Росія      | 8 | 5 | 2 | 1 | 19 | 5  | +14 | 17 | Прохід до Плей-оф                       |     | 4–2 | —   | 2–0 | 4–0 | 3–0 |
| 3   | Ізраїль    | 8 | 4 | 1 | 3 | 9  | 7  | +2  | 13 |                                         |     | 2–1 | 1–1 | —   | 2–0 | 1–0 |
| 4   | Кіпр       | 8 | 3 | 1 | 4 | 10 | 15 | −5  | 10 |                                         | 1–3 | 1–1 | 2–0 | —   | 2–0 |     |
| 5   | Люксембург | 8 | 0 | 0 | 8 | 2  | 22 | −20 | 0  |                                         | 1–2 | 0–4 | 0–3 | 1–3 | —   |     |

### Результати
| 1 вересня 1996 18:00 UTC+3 |

| Ізраїль                     | 2–1      | Болгарія          |
| --------------------------- | -------- | ----------------- |
| Харазі 34' Банін 62' (пен.) | Протокол | Балаков 3' (пен.) |

| Рамат-Ган, Рамат-Ган Глядачів: 13,200 Арбітр: Альфредо Тренталанге (Італія) |

| 1 вересня 1996 19:00 UTC+3 |

| Росія                                          | 4–0      | Кіпр |
| ---------------------------------------------- | -------- | ---- |
| Никифоров 8', 50' Коливанов 34' Бесчастних 81' | Протокол |      |

| Динамо, Москва Глядачів: 8,500 Арбітр: Карл-Ерік Нільссон (Швеція) |

| 8 жовтня 1996 20:00 UTC+2 |

| Люксембург  | 1–2      | Болгарія                          |
| ----------- | -------- | --------------------------------- |
| Лангерс 20' | Протокол | Балаков 14' (пен.) Костадинов 37' |

| Жозі Бартель, Люксембург Глядачів: 3,775 Арбітр: Єві Колларі (Албанія) |

| 9 жовтня 1996 18:00 UTC+3 |

| Ізраїль    | 1–1      | Росія         |
| ---------- | -------- | ------------- |
| Брумер 65' | Протокол | Коливанов 82' |

| Рамат-Ган, Рамат-Ган Глядачів: 32,000 Арбітр: Марк Батта (Франція) |

| 10 листопада 1996 17:00 UTC+1 |

| Люксембург | 0–4      | Росія                                                 |
| ---------- | -------- | ----------------------------------------------------- |
|            | Протокол | Тихонов 34' Канчельскіс 38' Бесчастних 50' Карпін 77' |

| Жозі Бартель, Люксембург Глядачів: 5,660 Арбітр: Юга Гірвініемі (Фінляндія) |

| 10 листопада 1996 18:00 UTC+2 |

| Кіпр                 | 2–0      | Ізраїль |
| -------------------- | -------- | ------- |
| Гогич 9', 15' (пен.) | Протокол |         |

| Циріон, Лімасол Глядачів: 10,500 Арбітр: Георге Константін (Румунія) |

| 14 грудня 1996 16:00 UTC+2 |

| Кіпр       | 1–3      | Болгарія                             |
| ---------- | -------- | ------------------------------------ |
| Піттас 29' | Протокол | Костадинов 23' Балаков 34' Ілієв 70' |

| Циріон, Лімасол Глядачів: 6,500 Арбітр: Джон Роуботем (Шотландія) |

| 15 грудня 1996 18:00 UTC+2 |

| Ізраїль   | 1–0      | Люксембург |
| --------- | -------- | ---------- |
| Охана 39' | Протокол |            |

| Рамат-Ган, Рамат-Ган Глядачів: 24,400 Арбітр: Джон Ешман (Уельс) |

| 29 березня 1997 18:30 UTC+2 |

| Кіпр      | 1–1      | Росія          |
| --------- | -------- | -------------- |
| Гогич 31' | Протокол | Сімутенков 32' |

| Дімотіко, Паралімні Глядачів: 3,199 Арбітр: Хуан Ансуатегі Рока (Іспанія) |

| 31 березня 1997 17:00 UTC+2 |

| Люксембург | 0–3      | Ізраїль                         |
| ---------- | -------- | ------------------------------- |
|            | Протокол | Зохар 11', 79' Банін 56' (пен.) |

| Жозі Бартель, Люксембург Глядачів: 6,607 Арбітр: Рене Теммінк (Нідерланди) |

| 2 квітня 1997 18:00 UTC+3 |

| Болгарія                                      | 4–1      | Кіпр      |
| --------------------------------------------- | -------- | --------- |
| Боримиров 2' Костадинов 35', 45' Йорданов 66' | Протокол | Оккас 62' |

| Васил Левський, Софія Глядачів: 33,000 Арбітр: Серж Мументалер (Швейцарія) |

| 30 квітня 1997 19:00 UTC+3 |

| Росія                                 | 3–0      | Люксембург |
| ------------------------------------- | -------- | ---------- |
| Кечинов 20' Гришин 55' Сімутенков 58' | Протокол |            |

| Динамо, Москва Глядачів: 9,200 Арбітр: Джон Роуботам (Шотландія) |

| 30 квітня 1997 18:00 UTC+3 |

| Ізраїль       | 2–0      | Кіпр |
| ------------- | -------- | ---- |
| Охана 3', 72' | Протокол |      |

| Рамат-Ган, Рамат-Ган Глядачів: 32,000 Арбітр: Василь Мельничук (Україна) |

| 8 червня 1997 20:00 UTC+3 |

| Болгарія                                                         | 4–0      | Люксембург |
| ---------------------------------------------------------------- | -------- | ---------- |
| Стоїчков 43' (пен.) Костадинов 47' Балаков 50' (пен.) Лечков 81' | Протокол |            |

| Нефтохімік, Бургас Глядачів: 19,000 Арбітр: Лусіліу Батішта (Португалія) |

| 8 червня 1997 19:00 UTC+3 |

| Росія                    | 2–0      | Ізраїль |
| ------------------------ | -------- | ------- |
| Радімов 8' Косолапов 38' | Протокол |         |

| Динамо, Москва Глядачів: 22,000 Арбітр: Герд Грабер (Австрія) |

| 20 серпня 1997 20:00 UTC+3 |

| Болгарія  | 1–0      | Ізраїль |
| --------- | -------- | ------- |
| Пенев 65' | Протокол |         |

| Васил Левський, Софія Глядачів: 32,000 Арбітр: Шандор Піллер (Угорщина) |

| 7 вересня 1997 17:00 UTC+2 |

| Люксембург | 1–3      | Кіпр                           |
| ---------- | -------- | ------------------------------ |
| Амодіо 14' | Протокол | Папавасілею 6' Іоанну 55', 79' |

| Жозі Бартель, Люксембург Глядачів: 3,022 Арбітр: Гюльві Тор Оррасон (Ісландія) |

| 10 вересня 1997 19:30 UTC+3 |

| Болгарія   | 1–0      | Росія |
| ---------- | -------- | ----- |
| Іванов 55' | Протокол |       |

| Васил Левський, Софія Глядачів: 55,000 Арбітр: Вацлав Крондл (Чехія) |

| 11 жовтня 1997 19:00 UTC+3 |

| Росія                                    | 4–2      | Болгарія                 |
| ---------------------------------------- | -------- | ------------------------ |
| Аленічев 13', 57' Коливанов 41' Юран 52' | Протокол | Груєв 68' Костадинов 78' |

| Лужники, Москва Глядачів: 19,000 Арбітр: П'єрлуїджі Пайретто (Італія) |

| 11 жовтня 1997 19:00 UTC+3 |

| Кіпр                         | 2–0      | Люксембург |
| ---------------------------- | -------- | ---------- |
| Папавасілею 79' Сполярич 85' | Протокол |            |

| Циріон, Лімасол Глядачів: 4,000 Арбітр: Буяр Прежья (Албанія) |

## Група 6
| Поз | Команда           | І  | В | Н | П  | ГЗ | ГП | РГ  | О  | Кваліфікація                            |     | ESP | YUG | CZE | SVK | FRO | MLT |
| --- | ----------------- | -- | - | - | -- | -- | -- | --- | -- | --------------------------------------- | --- | --- | --- | --- | --- | --- | --- |
| 1   | Іспанія           | 10 | 8 | 2 | 0  | 26 | 6  | +20 | 26 | Вихід на Чемпіонат світу з футболу 1998 |     | —   | 2–0 | 1–0 | 4–1 | 3–1 | 4–0 |
| 2   | Югославія         | 10 | 7 | 2 | 1  | 29 | 7  | +22 | 23 | Прохід до Плей-оф                       |     | 1–1 | —   | 1–0 | 2–0 | 3–1 | 6–0 |
| 3   | Чехія             | 10 | 5 | 1 | 4  | 16 | 6  | +10 | 16 |                                         |     | 0–0 | 1–2 | —   | 3–0 | 2–0 | 6–0 |
| 4   | Словаччина        | 10 | 5 | 1 | 4  | 18 | 14 | +4  | 16 |                                         | 1–2 | 1–1 | 2–1 | —   | 3–0 | 6–0 |     |
| 5   | Фарерські острови | 10 | 2 | 0 | 8  | 10 | 31 | −21 | 6  |                                         | 2–6 | 1–8 | 0–2 | 1–2 | —   | 2–1 |     |
| 6   | Мальта            | 10 | 0 | 0 | 10 | 2  | 37 | −35 | 0  |                                         | 0–3 | 0–5 | 0–1 | 0–2 | 1–2 | —   |     |

### Результати
| 24 квітня 1996 19:00 UTC+2 |

| Югославія                       | 3–1      | Фарерські острови |
| ------------------------------- | -------- | ----------------- |
| Савичевич 3', 29' Милошевич 37' | Протокол | Й. Петерсен 53'   |

| ім. Райко Митича, Белград Глядачів: 16,325 Арбітр: Роланд Бек (Ліхтенштейн) |

| 2 червня 1996 20:00 UTC+2 |

| Югославія                                                                           | 6–0      | Мальта |
| ----------------------------------------------------------------------------------- | -------- | ------ |
| Міркович 2' Міятович 39' Д. Стойкович 45+1' Милошевич 68' Савичевич 70' (пен.), 73' | Протокол |        |

| ім. Райко Митича, Белград Глядачів: 11,617 Арбітр: Германн Альбрехт (Німеччина) |

| 31 серпня 1996 15:00 UTC+1 |

| Фарерські острови | 1–2      | Словаччина                  |
| ----------------- | -------- | --------------------------- |
| Мюллер 60'        | Протокол | Моравчик 13' Дубовський 88' |

| Свангаскар, Тофтір Глядачів: 1,445 Арбітр: Тер'є Хауге (Норвегія) |

| 4 вересня 1996 17:45 UTC+1 |

| Фарерські острови       | 2–6      | Іспанія                                                             |
| ----------------------- | -------- | ------------------------------------------------------------------- |
| Т. Йонссон 46' Арге 90' | Протокол | Луїс Енріке 37' Альфонсо 63', 83', 86' Йоганнесен 70' (аг) Єрро 85' |

| Свангаскар, Тофтір Глядачів: 4,200 Арбітр: Філіппе Ледюк (Франція) |

| 18 вересня 1996 16:30 UTC+2 |

| Чехія                                                             | 6–0      | Мальта |
| ----------------------------------------------------------------- | -------- | ------ |
| Бергер 11', 63' (пен.) Недвед 29' Кубік 77' Шміцер 83' Фрідек 86' | Протокол |        |

| На Стінадлех, Теплиці Глядачів: 15,099 Арбітр: Матео Беушан (Хорватія) |

| 22 вересня 1996 18:00 UTC+2 |

| Словаччина                                                   | 6–0      | Мальта |
| ------------------------------------------------------------ | -------- | ------ |
| Тіттел 13', 90' Шимон 15' Земан 37' Тімко 56' Дубовський 59' | Протокол |        |

| Тегельне поле, Братислава Глядачів: 2,236 Арбітр: Йоргос Бікас (Греція) |

| 6 жовтня 1996 15:00 UTC+1 |

| Фарерські острови | 1–8      | Югославія                                                                                 |
| ----------------- | -------- | ----------------------------------------------------------------------------------------- |
| Мюллер 28'        | Протокол | Милошевич 6', 37', 45' Йоканович 11', 57' Міятович 29' Югович 57' Д. Стойкович 90' (пен.) |

| Свангаскар, Тофтір Глядачів: 1,017 Арбітр: Леслі Ірвайн (Північна Ірландія) |

| 9 жовтня 1996 20:15 UTC+2 |

| Чехія | 0–0      | Іспанія |
| ----- | -------- | ------- |
|       | Протокол |         |

| Спарта, Прага Глядачів: 19,223 Арбітр: Андерс Фріск (Швеція) |

| 23 жовтня 1996 18:00 UTC+2 |

| Словаччина                                 | 3–0      | Фарерські острови |
| ------------------------------------------ | -------- | ----------------- |
| Дубовський 20' Янчула 44' Шимон 57' (пен.) | Протокол |                   |

| Тегельне поле, Братислава Глядачів: 5,442 Арбітр: Салем Пролич (Боснія і Герцеговина) |

| 10 листопада 1996 18:00 UTC+1 |

| Югославія    | 1–0      | Чехія |
| ------------ | -------- | ----- |
| Міятович 18' | Протокол |       |

| ім. Райко Митича, Белград Глядачів: 46,577 Арбітр: Дік Йол (Нідерланди) |

| 13 листопада 1996 20:30 UTC+1 |

| Іспанія                                     | 4–1      | Словаччина |
| ------------------------------------------- | -------- | ---------- |
| Піцці 31' Амор 47' Луїс Енріке 51' Єрро 62' | Протокол | Тіттел 39' |

| Естадіо Еліодоро Родрігес Лопес, Санта-Крус Глядачів: 13,500 Арбітр: Маркус Мерк (Німеччина) |

| 14 грудня 1996 21:30 UTC+1 |

| Іспанія                 | 2–0      | Югославія |
| ----------------------- | -------- | --------- |
| Гвардіола 19' Рауль 37' | Протокол |           |

| Месталья, Валенсія Глядачів: 37,000 Арбітр: Серж Мументалер (Швейцарія) |

| 18 грудня 1996 19:00 UTC+1 |

| Мальта | 0–3      | Іспанія              |
| ------ | -------- | -------------------- |
|        | Протокол | Герреро 8', 26', 33' |

| Національний стадіон, Та-Калі Глядачів: 3,200 Арбітр: Микола Левніков (Росія) |

| 12 лютого 1997 21:30 UTC+1 |

| Іспанія                                   | 4–0      | Мальта |
| ----------------------------------------- | -------- | ------ |
| Гвардіола 25' Альфонсо 40', 47' Піцці 89' | Протокол |        |

| Хосе Ріко Перес, Аліканте Глядачів: 28,000 Арбітр: Стівен Лодж (Англія) |

| 31 березня 1997 16:00 UTC+2 |

| Мальта | 0–2      | Словаччина            |
| ------ | -------- | --------------------- |
|        | Протокол | Янчула 38' Тіттел 90' |

| Національний стадіон, Та-Калі Глядачів: 4,202 Арбітр: Марек Ковальчик (Польща) |

| 2 квітня 1997 20:15 UTC+2 |

| Чехія     | 1–2      | Югославія                    |
| --------- | -------- | ---------------------------- |
| Бейбл 75' | Протокол | Міятович 28' Милошевич 90+1' |

| Спарта, Прага Глядачів: 17,137 Арбітр: Марк Батта (Франція) |

| 30 квітня 1997 18:15 UTC+2 |

| Югославія           | 1–1      | Іспанія         |
| ------------------- | -------- | --------------- |
| Міятович 87' (пен.) | Протокол | Єрро 19' (пен.) |

| ім. Райко Митича, Белград Глядачів: 49,253 Арбітр: Руне Педерсен (Норвегія) |

| 30 квітня 1997 20:00 UTC+2 |

| Мальта     | 1–2      | Фарерські острови            |
| ---------- | -------- | ---------------------------- |
| Султана 8' | Протокол | Е. Гансен 60' Т. Йонссон 89' |

| Національний стадіон, Та-Калі Глядачів: 8,188 Арбітр: Дані Корен (Ізраїль) |

| 8 червня 1997 20:15 UTC+2 |

| Іспанія         | 1–0      | Чехія |
| --------------- | -------- | ----- |
| Єрро 41' (пен.) | Протокол |       |

| Хосе Соррилья, Вальядолід Глядачів: 24,544 Арбітр: Г'ю Даллас (Шотландія) |

| 8 червня 1997 20:00 UTC+2 |

| Югославія                  | 2–0      | Словаччина |
| -------------------------- | -------- | ---------- |
| Савичевич 17' Міятович 75' | Протокол |            |

| ім. Райко Митича, Белград Глядачів: 22,044 Арбітр: Петер Міккельсен (Данія) |

| 8 червня 1997 15:00 UTC+1 |

| Фарерські острови      | 2–1      | Мальта       |
| ---------------------- | -------- | ------------ |
| Арге 7' Т. Йонссон 42' | Протокол | Г. Агіус 48' |

| Свангаскар, Тофтір Глядачів: 6,400 Арбітр: Річард О'Ганлон (Ірландія) |

| 20 серпня 1997 16:30 UTC+2 |

| Чехія              | 2–0      | Фарерські острови |
| ------------------ | -------- | ----------------- |
| Кука 15' Козел 26' | Протокол |                   |

| На Стінадлех, Теплиці Глядачів: 8,322 Арбітр: Алгірдас Дубінскас (Литва) |

| 24 серпня 1997 20:15 UTC+2 |

| Словаччина             | 2–1      | Чехія      |
| ---------------------- | -------- | ---------- |
| Янчула 45' Майорош 55' | Протокол | Шміцер 15' |

| Тегельне поле, Братислава Глядачів: 22,500 Арбітр: П'єро Чеккаріні (Італія) |

| 6 вересня 1997 15:00 UTC+1 |

| Фарерські острови | 0–2      | Чехія               |
| ----------------- | -------- | ------------------- |
|                   | Протокол | Шміцер 16' Кука 33' |

| Свангаскар, Тофтір Глядачів: 2,700 Арбітр: Бернар Соль (Франція) |

| 10 вересня 1997 20:15 UTC+2 |

| Словаччина  | 1–1      | Югославія      |
| ----------- | -------- | -------------- |
| Майорош 65' | Протокол | Михайлович 80' |

| Тегельне поле, Братислава Глядачів: 22,500 Арбітр: Андерс Фріск (Швеція) |

| 24 вересня 1997 20:15 UTC+2 |

| Словаччина  | 1–2      | Іспанія           |
| ----------- | -------- | ----------------- |
| Майорош 75' | Протокол | Кіко 47' Амор 76' |

| Тегельне поле, Братислава Глядачів: 13,667 Арбітр: Ласло Вагнер (Угорщина) |

| 24 вересня 1997 19:30 UTC+2 |

| Мальта | 0–1      | Чехія     |
| ------ | -------- | --------- |
|        | Протокол | Бейбл 32' |

| Національний стадіон, Та-Калі Глядачів: 1,622 Арбітр: Арман Ансьйон (Бельгія) |

| 11 жовтня 1997 20:00 UTC+2 |

| Іспанія                      | 3–1      | Фарерські острови |
| ---------------------------- | -------- | ----------------- |
| Луїс Енріке 18', 82' Олі 28' | Протокол | Є. К. Гансен 45'  |

| Ель-Молінон, Хіхон Глядачів: 25,000 Арбітр: Яцек Гранат (Польща) |

| 11 жовтня 1997 18:00 UTC+2 |

| Мальта | 0–5      | Югославія                                                         |
| ------ | -------- | ----------------------------------------------------------------- |
|        | Протокол | Милошевич 8' Михайлович 24' Савичевич 44' Міятович 55' Югович 76' |

| Національний стадіон, Та-Калі Глядачів: 1,107 Арбітр: Дермот Галлахер (Англія) |

| 11 жовтня 1997 20:00 UTC+2 |

| Чехія                             | 3–0      | Словаччина |
| --------------------------------- | -------- | ---------- |
| Шміцер 54' Зігль 70' Новотний 73' | Протокол |            |

| Спарта, Прага Глядачів: 5,428 Арбітр: Урс Маєр (Швейцарія) |

## Група 7
| Поз | Команда    | І | В | Н | П | ГЗ | ГП | РГ  | О  | Кваліфікація                            |     | NED | BEL | TUR | WAL | SMR |
| --- | ---------- | - | - | - | - | -- | -- | --- | -- | --------------------------------------- | --- | --- | --- | --- | --- | --- |
| 1   | Нідерланди | 8 | 6 | 1 | 1 | 26 | 4  | +22 | 19 | Вихід на Чемпіонат світу з футболу 1998 |     | —   | 3–1 | 0–0 | 7–1 | 4–0 |
| 2   | Бельгія    | 8 | 6 | 0 | 2 | 20 | 11 | +9  | 18 | Прохід у Плей-оф                        |     | 0–3 | —   | 2–1 | 3–2 | 6–0 |
| 3   | Туреччина  | 8 | 4 | 2 | 2 | 21 | 9  | +12 | 14 |                                         |     | 1–0 | 1–3 | —   | 6–4 | 7–0 |
| 4   | Уельс      | 8 | 2 | 1 | 5 | 20 | 21 | −1  | 7  |                                         | 1–3 | 1–2 | 0–0 | —   | 6–0 |     |
| 5   | Сан-Марино | 8 | 0 | 0 | 8 | 0  | 42 | −42 | 0  |                                         | 0–6 | 0–3 | 0–5 | 0–5 | —   |     |

### Результати
| 2 червня 1996 20:30 UTC+2 |

| Сан-Марино | 0–5      | Уельс                                            |
| ---------- | -------- | ------------------------------------------------ |
|            | Протокол | Мелвілл 20' Г'юз 32', 43' Гіггз 50' Пембрідж 85' |

| Стадіо Олімпіко, Серравалле Глядачів: 1,613 Арбітр: Любош Міхель (Словаччина) |

| 31 серпня 1996 20:30 UTC+2 |

| Бельгія                 | 2–1      | Туреччина |
| ----------------------- | -------- | --------- |
| Дегріз 11' Олівейра 37' | Протокол | Ялчин 56' |

| Короля Бодуена, Брюссель Глядачів: 33,024 Арбітр: Девід Еллерей (Англія) |

| 31 серпня 1996 15:00 UTC+1 |

| Уельс                                                  | 6–0      | Сан-Марино |
| ------------------------------------------------------ | -------- | ---------- |
| Сондерс 1', 74' Г'юз 25', 54' Мелвілл 34' Робінсон 45' | Протокол |            |

| Кардіфф Армс Парк, Кардіфф Глядачів: 15,150 Арбітр: Ален Гамер (Люксембург) |

| 5 жовтня 1996 19:00 UTC+1 |

| Уельс       | 1–3      | Нідерланди                     |
| ----------- | -------- | ------------------------------ |
| Сондерс 17' | Протокол | Гойдонк 72', 75' Р. де Бур 79' |

| Кардіфф Армс Парк, Кардіфф Глядачів: 34,560 Арбітр: Антоніо Хесус Лопес Ньєто (Іспанія) |

| 9 жовтня 1996 20:30 UTC+2 |

| Сан-Марино | 0–3      | Бельгія                    |
| ---------- | -------- | -------------------------- |
|            | Протокол | Вергеєн 11' Ніліс 20', 49' |

| Стадіо Олімпіко, Серравалле Глядачів: 1,353 Арбітр: Геворг Ованнісян (Вірменія) |

| 9 листопада 1996 20:00 UTC+1 |

| Нідерланди                                                           | 7–1      | Уельс       |
| -------------------------------------------------------------------- | -------- | ----------- |
| Бергкамп 21', 72', 78' Р. де Бур 32' Йонк 33' Ф. де Бур 43' Коку 60' | Протокол | Сондерс 38' |

| Філіпс, Ейндговен Глядачів: 26,210 Арбітр: Вітор Мелу Перейра (Португалія) |

| 10 листопада 1996 20:00 UTC+2 |

| Туреччина                                               | 7–0      | Сан-Марино |
| ------------------------------------------------------- | -------- | ---------- |
| Дереліоглу 25', 38', 51', 59' Шюкюр 56', 63' Саглам 81' | Протокол |            |

| Алі Самі Єн, Стамбул Глядачів: 19,654 Арбітр: Володимир Антонов (Молдова) |

| 14 грудня 1996 20:00 UTC+1 |

| Бельгія | 0–3      | Нідерланди                               |
| ------- | -------- | ---------------------------------------- |
|         | Протокол | Бергкамп 24' Зеєдорф 29' Йонк 89' (пен.) |

| Короля Бодуена, Брюссель Глядачів: 36,953 Арбітр: П'єрлуїджі Пайретто (Італія) |

| 14 грудня 1996 15:00 Всесвітній координований час |

| Уельс | 0–0      | Туреччина |
| ----- | -------- | --------- |
|       | Протокол |           |

| Кардіфф Армс Парк, Кардіфф Глядачів: 12,500 Арбітр: Арон Гузу (Румунія) |

| 29 березня 1997 20:00 UTC+1 |

| Нідерланди                                  | 4–0      | Сан-Марино |
| ------------------------------------------- | -------- | ---------- |
| Клюйверт 44' Ф. де Бур 58', 90' Гойдонк 82' | Протокол |            |

| Йоган Кройф Арена, Амстердам Глядачів: 47,000 Арбітр: Аміт Кляйн (Ізраїль) |

| 29 березня 1997 19:00 Всесвітній координований час |

| Уельс    | 1–2      | Бельгія                 |
| -------- | -------- | ----------------------- |
| Спід 60' | Протокол | Крассон 24' Сталенс 45' |

| Кардіфф Армс Парк, Кардіфф Глядачів: 14,650 Арбітр: Крістер Фельстрем (Швеція) |

| 2 квітня 1997 20:30 UTC+3 |

| Туреччина | 1–0      | Нідерланди |
| --------- | -------- | ---------- |
| Шюкюр 53' | Протокол |            |

| Ататюрк, Бурса Глядачів: 17,000 Арбітр: Мануель Діас Вега (Іспанія) |

| 30 квітня 1997 20:30 UTC+2 |

| Сан-Марино | 0–6      | Нідерланди                                                        |
| ---------- | -------- | ----------------------------------------------------------------- |
|            | Протокол | Бергкамп 40', 88' Вінтер 62' Гойдонк 69' Ф. де Бур 73' Босман 83' |

| Стадіо Олімпіко, Серравалле Глядачів: 2,832 Арбітр: Андреас Георгіу (Кіпр) |

| 30 квітня 1997 20:30 UTC+3 |

| Туреччина      | 1–3      | Бельгія                |
| -------------- | -------- | ---------------------- |
| Дереліоглу 35' | Протокол | Олівейра 14', 32', 45' |

| Алі Самі Єн, Стамбул Глядачів: 21,350 Арбітр: Бернд Гайнеман (Німеччина) |

| 7 червня 1997 20:00 UTC+2 |

| Бельгія                                                       | 6–0      | Сан-Марино |
| ------------------------------------------------------------- | -------- | ---------- |
| Сталенс 15', 84' Ван Мейр 26' Е. Мпенза 27', 45' Олівейра 33' | Протокол |            |

| Короля Бодуена, Брюссель Глядачів: 24,000 Арбітр: Павлін Їрку (Чехія) |

| 20 серпня 1997 20:30 UTC+3 |

| Туреччина                                  | 6–4      | Уельс                                        |
| ------------------------------------------ | -------- | -------------------------------------------- |
| Шюкюр 5', 37', 77', 82' Ак'юз 8' Четін 61' | Протокол | Блейк 18' Севідж 20' Сондерс 31' Мелвілл 52' |

| Алі Самі Єн, Стамбул Глядачів: 9,710 Арбітр: Марек Ковальчик (Польща) |

| 6 вересня 1997 20:00 UTC+2 |

| Нідерланди                         | 3–1      | Бельгія            |
| ---------------------------------- | -------- | ------------------ |
| Стам 32' Клюйверт 54' Бергкамп 84' | Протокол | Сталенс 67' (пен.) |

| Феєнорд, Роттердам Глядачів: 48,000 Арбітр: Кім Мільтон Нільсен (Данія) |

| 10 вересня 1997 20:30 UTC+2 |

| Сан-Марино | 0–5      | Туреччина                                             |
| ---------- | -------- | ----------------------------------------------------- |
|            | Протокол | Гоббі 27' (аг) Ердем 30', 81' Шюкюр 74' Мандирали 78' |

| Стадіо Олімпіко, Серравалле Глядачів: 947 Арбітр: Сергій Татулян (Україна) |

| 11 жовтня 1997 20:00 UTC+2 |

| Нідерланди | 0–0      | Туреччина |
| ---------- | -------- | --------- |
|            | Протокол |           |

| Йоган Кройф Арена, Амстердам Глядачів: 48,000 Арбітр: Лейф Сундель (Швеція) |

| 11 жовтня 1997 20:00 UTC+2 |

| Бельгія                                     | 3–2      | Уельс                         |
| ------------------------------------------- | -------- | ----------------------------- |
| Сталенс 4' (пен.) Классенс 32' Вільмотс 39' | Протокол | Пембрідж 53' (пен.) Гіггз 66' |

| Короля Бодуена, Брюссель Глядачів: 18,233 Арбітр: Вітор Мелу Перейра (Португалія) |

## Група 8
| Поз | Команда            | І  | В | Н | П  | ГЗ | ГП | РГ  | О  | Кваліфікація                            |     | ROU | IRL | LTU  | MKD | ISL | LIE |
| --- | ------------------ | -- | - | - | -- | -- | -- | --- | -- | --------------------------------------- | --- | --- | --- | ---- | --- | --- | --- |
| 1   | Румунія            | 10 | 9 | 1 | 0  | 37 | 4  | +33 | 28 | Вихід на Чемпіонат світу з футболу 1998 |     | —   | 1–0 | 3–0  | 4–2 | 4–0 | 8–0 |
| 2   | Ірландія           | 10 | 5 | 3 | 2  | 22 | 8  | +14 | 18 | Прохід до Плей-оф                       |     | 1–1 | —   | 0–0  | 3–0 | 0–0 | 5–0 |
| 3   | Литва              | 10 | 5 | 2 | 3  | 11 | 8  | +3  | 17 |                                         |     | 0–1 | 1–2 | —    | 2–0 | 2–0 | 2–1 |
| 4   | Північна Македонія | 10 | 4 | 1 | 5  | 22 | 18 | +4  | 13 |                                         | 0–3 | 3–2 | 1–2 | —    | 1–0 | 3–0 |     |
| 5   | Ісландія           | 10 | 2 | 3 | 5  | 11 | 16 | −5  | 9  |                                         | 0–4 | 2–4 | 0–0 | 1–1  | —   | 4–0 |     |
| 6   | Ліхтенштейн        | 10 | 0 | 0 | 10 | 3  | 52 | −49 | 0  |                                         | 1–8 | 0–5 | 0–2 | 1–11 | 0–4 | —   |     |

### Результати
| 24 квітня 1996 19:00 UTC+2 |

| Північна Македонія                                     | 3–0      | Ліхтенштейн |
| ------------------------------------------------------ | -------- | ----------- |
| Милошевський 6' Бабунський 49' (пен.) Захарєвський 78' | Протокол |             |

| Градскі, Скоп'є Глядачів: 11,500 Арбітр: Лоїзос Лоїзу (Кіпр) |

| 1 червня 1996 19:00 Всесвітній координований час |

| Ісландія         | 1–1      | Північна Македонія |
| ---------------- | -------- | ------------------ |
| А. Гудйонсен 63' | Протокол | Мемеді 60'         |

| Лаугардалсволлур, Рейк'явік Глядачів: 3,051 Арбітр: Рулоф Люйнге (Нідерланди) |

| 31 серпня 1996 20:00 UTC+3 |

| Румунія                             | 3–0      | Литва |
| ----------------------------------- | -------- | ----- |
| Молдован 20' Петреску 65' Гилке 77' | Протокол |       |

| Стяуа, Бухарест Глядачів: 9,000 Арбітр: Василь Мельничук (Україна) |

| 31 серпня 1996 18:00 UTC+2 |

| Ліхтенштейн | 0–5      | Ірландія                                     |
| ----------- | -------- | -------------------------------------------- |
|             | Протокол | Таунсенд 5' О'Ніл 9' Куїнн 12', 61' Гарт 20' |

| Шпортпарк Ешен-Маурен, Ешен Глядачів: 3,900 Арбітр: Сергій Шмолік (Білорусь) |

| 5 жовтня 1996 18:30 UTC+3 |

| Литва                           | 2–0      | Ісландія |
| ------------------------------- | -------- | -------- |
| Янкаускас 22' (пен.) Шлекис 74' | Протокол |          |

| Жальгіріс, Вільнюс Глядачів: 8,000 Арбітр: Марнікс Сандра (Бельгія) |

| 9 жовтня 1996 19:00 Всесвітній координований час |

| Ісландія | 0–4      | Румунія                                              |
| -------- | -------- | ---------------------------------------------------- |
|          | Протокол | Д. Мунтяну 21' Хаджі 60' Г. Попеску 75' Петреску 81' |

| Лаугардалсволлур, Рейк'явік Глядачів: 3,064 Арбітр: Клод Детрюш (Швейцарія) |

| 9 жовтня 1996 19:30 UTC+1 |

| Ірландія                      | 3–0      | Північна Македонія |
| ----------------------------- | -------- | ------------------ |
| Макатір 8' Каскаріно 46', 70' | Протокол |                    |

| Лендсдаун Роуд, Дублін Глядачів: 31,671 Арбітр: Кнуд Ерік Фіскер (Данія) |

| 9 жовтня 1996 18:30 UTC+3 |

| Литва                        | 2–1      | Ліхтенштейн |
| ---------------------------- | -------- | ----------- |
| Янкаускас 43' Нарбековас 55' | Протокол | Г. Цех 53'  |

| Жальгіріс, Вільнюс Глядачів: 8,000 Арбітр: Хагані Мемедов (Азербайджан) |

| 9 листопада 1996 13:30 UTC+1 |

| Ліхтенштейн   | 1–11     | Північна Македонія                                                                                                 |
| ------------- | -------- | --- |
| Ф. Шедлер 78' | Протокол | Главевський 8', 12', 60' Христов 23' Стойковський 30', 43' Т. Мицевський 45', 49' Чирич 53', 87' В. Мицевський 90' |

| Шпортпарк Ешен-Маурен, Ешен Глядачів: 2,700 Арбітр: Хайм Липковиць (Ізраїль) |

| 10 листопада 1996 15:00 Всесвітній координований час |

| Ірландія | 0–0      | Ісландія |
| -------- | -------- | -------- |
|          | Протокол |          |

| Лендсдаун Роуд, Дублін Глядачів: 32,620 Арбітр: Стефан Орманджиєв (Болгарія) |

| 14 грудня 1996 13:00 UTC+1 |

| Північна Македонія | 0–3      | Румунія                      |
| ------------------ | -------- | ---------------------------- |
|                    | Протокол | Попеску 36', 45', 90' (пен.) |

| Градський, Скоп'є Глядачів: 14,000 Арбітр: Роже Філіппі (Люксембург) |

| 29 березня 1997 18:00 UTC+2 |

| Румунія                                                                         | 8–0      | Ліхтенштейн |
| ------------------------------------------------------------------------------- | -------- | ----------- |
| В. Молдован 10' Попеску 28', 30', 68', 88' Хаджі 47' Петреску 48' Крайовяну 71' | Протокол |             |

| Стяуа, Бухарест Глядачів: 3,000 Арбітр: Романс Лаюкс (Латвія) |

| 2 квітня 1997 18:30 UTC+3 |

| Литва | 0–1      | Румунія         |
| ----- | -------- | --------------- |
|       | Протокол | В. Молдован 73' |

| Жальгіріс, Вільнюс Глядачів: 7,000 Арбітр: Едгар Штайнборн (Німеччина) |

| 2 квітня 1997 17:00 UTC+2 |

| Північна Македонія                       | 3–2      | Ірландія               |
| ---------------------------------------- | -------- | ---------------------- |
| Стойковський 28', 44' (пен.) Христов 59' | Протокол | Маклафлін 8' Келлі 78' |

| Градський, Скоп'є Глядачів: 11,000 Арбітр: Альфредо Тренталанже (Італія) |

| 30 квітня 1997 20:00 UTC+3 |

| Румунія     | 1–0      | Ірландія |
| ----------- | -------- | -------- |
| А. Іліе 33' | Протокол |          |

| Генчя, Бухарест Глядачів: 18,000 Арбітр: Маріо ван дер Енде (Нідерланди) |

| 30 квітня 1997 17:00 UTC+2 |

| Ліхтенштейн | 0–2      | Литва                         |
| ----------- | -------- | ----------------------------- |
|             | Протокол | Янкаускас 66' Ражанаускас 89' |

| Шпортпарк Ешен-Маурен, Ешен Глядачів: 812 Арбітр: Буяр Преджя (Албанія) |

| 21 травня 1997 19:30 UTC+1 |

| Ірландія                                  | 5–0      | Ліхтенштейн |
| ----------------------------------------- | -------- | ----------- |
| Конноллі 28', 34', 41' Каскаріно 61', 80' | Протокол |             |

| Лендсдаун Роуд, Дублін Глядачів: 33,200 Арбітр: Андрій Бутенко (Росія) |

| 7 червня 1997 20:00 UTC+2 |

| Північна Македонія | 1–0      | Ісландія |
| ------------------ | -------- | -------- |
| Христов 54'        | Протокол |          |

| Градський, Скоп'є Глядачів: 10,000 Арбітр: Вадим Жук (Білорусь) |

| 11 червня 1997 15:00 Всесвітній координований час |

| Ісландія | 0–0      | Литва |
| -------- | -------- | ----- |
|          | Протокол |       |

| Лаугардалсволлур, Рейк'явік Глядачів: 4,025 Арбітр: Леслі Ірвайн (Північна Ірландія) |

| 20 серпня 1997 20:45 UTC+3 |

| Румунія                                       | 4–2      | Північна Македонія |
| --------------------------------------------- | -------- | ------------------ |
| В. Молдован 36', 68' Гилке 40' Думітреску 66' | Протокол | Джокич 52', 90'    |

| Генчя, Бухарест Глядачів: 12,000 Арбітр: Метін Токат (Туреччина) |

| 20 серпня 1997 19:30 UTC+1 |

| Ірландія | 0–0      | Литва |
| -------- | -------- | ----- |
|          | Протокол |       |

| Лендсдаун Роуд, Дублін Глядачів: 32,620 Арбітр: Жорже Монтейру Короаду (Португалія) |

| 20 серпня 1997 17:30 UTC+2 |

| Ліхтенштейн | 0–4      | Ісландія                                                          |
| ----------- | -------- | ----------------------------------------------------------------- |
|             | Протокол | Даніельссон 28' Гуннарссон 40' Сг. Йонссон 62' Т. Гудмундссон 63' |

| Шпортпарк Ешен-Маурен, Ешен Глядачів: 1,651 Арбітр: Олег Тимофєєв (Естонія) |

| 6 вересня 1997 15:30 UTC+2 |

| Ліхтенштейн | 1–8      | Румунія                                                                        |
| ----------- | -------- | ------------------------------------------------------------------------------ |
| М. Фрік 62' | Протокол | В. Молдован 5' Крайовяну 10', 32' Добош 35' Д. Мунтяну 43', 45', 67' Барбу 53' |

| Шпортпарк Ешен-Маурен, Ешен Глядачів: 5,100 Арбітр: Альфред Мікаллеф (Мальта) |

| 6 вересня 1997 14:00 Всесвітній координований час |

| Ісландія                            | 2–4      | Ірландія                              |
| ----------------------------------- | -------- | ------------------------------------- |
| Б. Гуннарссон 45' Х. Сігурдссон 47' | Протокол | Конноллі 13' Кін 55', 65' Кеннеді 79' |

| Лаугардалсволлур, Рейк'явік Глядачів: 3,981 Арбітр: Анте Кулушич (Хорватія) |

| 6 вересня 1997 18:30 UTC+3 |

| Литва                          | 2–0      | Північна Македонія |
| ------------------------------ | -------- | ------------------ |
| Іванаускас 27' Прейкшайтіс 88' | Протокол |                    |

| Жальгіріс, Вільнюс Глядачів: 6,000 Арбітр: Лусіліу Батішта (Португалія) |

| 10 вересня 1997 19:30 UTC+3 |

| Румунія                              | 4–0      | Ісландія |
| ------------------------------------ | -------- | -------- |
| Хаджі 9', 82' Петреску 41' Гилке 65' | Протокол |          |

| Генчя, Бухарест Глядачів: 5,256 Арбітр: Девід Еллерей (Англія) |

| 10 вересня 1997 21:00 UTC+3 |

| Литва     | 1–2      | Ірландія           |
| --------- | -------- | ------------------ |
| Жюкас 51' | Протокол | Каскаріно 17', 72' |

| Жальгіріс, Вільнюс Глядачів: 7,000 Арбітр: Йоргос Бікас (Греція) |

| 11 жовтня 1997 15:00 UTC+1 |

| Ірландія      | 1–1      | Румунія   |
| ------------- | -------- | --------- |
| Каскаріно 83' | Протокол | Хаджі 53' |

| Ленсдаун Роуд, Дублін Глядачів: 34,500 Арбітр: Микола Левніков (Росія) |

| 11 жовтня 1997 16:00 UTC+2 |

| Північна Македонія | 1–2      | Литва            |
| ------------------ | -------- | ---------------- |
| Шакірі 45'         | Протокол | Буйткус 70', 81' |

| Градський, Скоп'є Глядачів: 4,000 Арбітр: Мірослав Діба (Чехія) |

| 11 жовтня 1997 14:00 Всесвітній координований час |

| Ісландія                                                                | 4–0      | Ліхтенштейн |
| ----------------------------------------------------------------------- | -------- | ----------- |
| Т. Гудйонссон 58' Т. Гудмундссон 60' А. Гудйонсен 66' Б. Гудйонссон 73' | Протокол |             |

| Лаугардалсволлур, Рейк'явік Глядачів: 550 Арбітр: Алан Говеллс (Уельс) |

## Група 9
| Поз | Команда           | І  | В | Н | П | ГЗ | ГП | РГ  | О  | Кваліфікація                            |     | GER | UKR | POR | ARM | NIR | ALB |
| --- | ----------------- | -- | - | - | - | -- | -- | --- | -- | --------------------------------------- | --- | --- | --- | --- | --- | --- | --- |
| 1   | Німеччина         | 10 | 6 | 4 | 0 | 23 | 9  | +14 | 22 | Вихід до Чемпіонат світу з футболу 1998 |     | —   | 2–0 | 1–1 | 4–0 | 1–1 | 4–3 |
| 2   | Україна           | 10 | 6 | 2 | 2 | 10 | 6  | +4  | 20 | Прохід до Плей-оф                       |     | 0–0 | —   | 2–1 | 1–1 | 2–1 | 1–0 |
| 3   | Португалія        | 10 | 5 | 4 | 1 | 12 | 4  | +8  | 19 |                                         |     | 0–0 | 1–0 | —   | 3–1 | 1–0 | 2–0 |
| 4   | Вірменія          | 10 | 1 | 5 | 4 | 8  | 17 | −9  | 8  |                                         | 1–5 | 0–2 | 0–0 | —   | 0–0 | 3–0 |     |
| 5   | Північна Ірландія | 10 | 1 | 4 | 5 | 6  | 10 | −4  | 7  |                                         | 1–3 | 0–1 | 0–0 | 1–1 | —   | 2–0 |     |
| 6   | Албанія           | 10 | 1 | 1 | 8 | 7  | 20 | −13 | 4  |                                         | 2–3 | 0–1 | 0–3 | 1–1 | 1–0 | —   |     |

### Результати
| 31 серпня 1996 15:00 UTC+1 |

| Північна Ірландія | 0–1      | Україна    |
| ----------------- | -------- | ---------- |
|                   | Протокол | Ребров 79' |

| Віндзор Парк, Белфаст Глядачів: 9,358 Арбітр: Ален Сар (Франція) |

| 31 серпня 1996 20:30 UTC+4 |

| Вірменія | 0–0      | Португалія |
| -------- | -------- | ---------- |
|          | Протокол |            |

| Раздан, Єреван Глядачів: 6,015 Арбітр: Карол Ігрінг (Словаччина) |

| 5 жовтня 1996 20:00 UTC+3 |

| Україна               | 2–1      | Португалія     |
| --------------------- | -------- | -------------- |
| Попов 4' Максимов 88' | Протокол | Жуан Пінту 83' |

| Олімпійський, Київ Глядачів: 51,385 Арбітр: Кім Мільтон Нільсен (Данія) |

| 5 жовтня 1996 15:00 UTC+1 |

| Північна Ірландія | 1–1      | Вірменія    |
| ----------------- | -------- | ----------- |
| Леннон 29'        | Протокол | Асадурян 8' |

| Віндзор Парк, Белфаст Глядачів: 8,357 Арбітр: Крсто Даниловський (Македонія) |

| 9 жовтня 1996 20:00 UTC+4 |

| Вірменія    | 1–5      | Німеччина                                         |
| ----------- | -------- | ------------------------------------------------- |
| Мікаеля 85' | Протокол | Гесслер 20', 39' Клінсманн 26' Бобич 69' Кунц 81' |

| Раздан, Єреван Глядачів: 42,000 Арбітр: П'єрлуїджі Колліна (Італія) |

| 9 жовтня 1996 20:00 UTC+2 |

| Албанія | 0–3      | Португалія                       |
| ------- | -------- | -------------------------------- |
|         | Протокол | Фігу 10' Елдер 75' Руй Кошта 88' |

| Кемаль Стафа, Тирана Глядачів: 16,000 Арбітр: Огуз Сарван (Туреччина) |

| 9 листопада 1996 17:30 UTC+1 |

| Німеччина  | 1–1      | Північна Ірландія |
| ---------- | -------- | ----------------- |
| Меллер 40' | Протокол | Таггарт 38'       |

| Грюндіг-Штадіон, Нюрнберг Глядачів: 40,718 Арбітр: Ахмет Чакар (Туреччина) |

| 9 листопада 1996 20:45 Всесвітній координований час |

| Португалія         | 1–0      | Україна |
| ------------------ | -------- | ------- |
| Фернанду Коуту 58' | Протокол |         |

| Даш-Анташ, Порту Глядачів: 19,106 Арбітр: Лейф Сундель (Швеція) |

| 9 листопада 1996 14:00 UTC+1 |

| Албанія       | 1–1      | Вірменія         |
| ------------- | -------- | ---------------- |
| Франголлі 57' | Протокол | Тер-Петросян 90' |

| Кемаль Стафа, Тирана Глядачів: 7,000 Арбітр: Фріц Штухлік (Австрія) |

| 14 грудня 1996 20:45 Всесвітній координований час |

| Португалія | 0–0      | Німеччина |
| ---------- | -------- | --------- |
|            | Протокол |           |

| Да-Луж, Лісабон Глядачів: 50,000 Арбітр: Шандор Пуль (Угорщина) |

| 14 грудня 1996 15:00 Всесвітній координований час |

| Північна Ірландія | 2–0      | Албанія |
| ----------------- | -------- | ------- |
| Дауї 12', 21'     | Протокол |         |

| Віндзор Парк, Белфаст Глядачів: 7,935 Арбітр: Андреас Георгіу (Кіпр) |

| 29 березня 1997 18:00 UTC+1 |

| Албанія | 0–1      | Україна    |
| ------- | -------- | ---------- |
|         | Протокол | Ребров 40' |

| Лос Карменес, Гранада Глядачів: 1,200 Арбітр: Джон Макдермотт (Ірландія) |

| 29 березня 1997 15:00 Всесвітній координований час |

| Північна Ірландія | 0–0      | Португалія |
| ----------------- | -------- | ---------- |
|                   | Протокол |            |

| Віндзор Парк, Белфаст Глядачів: 9,400 Арбітр: Граціано Чезарі (Італія) |

| 2 квітня 1997 19:30 UTC+2 |

| Албанія                | 2–3      | Німеччина             |
| ---------------------- | -------- | --------------------- |
| Кола 61', 90+2' (пен.) | Протокол | Кірстен 63', 80', 83' |

| Лос Карменес, Гранада Глядачів: 9,780 Арбітр: Мішель Піро (Бельгія) |

| 2 квітня 1997 19:30 UTC+3 |

| Україна                    | 2–1      | Північна Ірландія |
| -------------------------- | -------- | ----------------- |
| Косовський 3' Шевченко 70' | Протокол | Дауї 14' (пен.)   |

| Олімпійський, Київ Глядачів: 85,000 Арбітр: Вацлав Крондл (Чехія) |

| 30 квітня 1997 19:30 UTC+2 |

| Німеччина              | 2–0      | Україна |
| ---------------------- | -------- | ------- |
| Біргофф 62' Баслер 71' | Протокол |         |

| Везерштадіон, Бремен Глядачів: 33,242 Арбітр: Андерс Фріск (Швеція) |

| 30 квітня 1997 17:00 UTC+4 |

| Вірменія | 0–0      | Північна Ірландія |
| -------- | -------- | ----------------- |
|          | Протокол |                   |

| Раздан, Єреван Глядачів: 5,000 Арбітр: Карл-Ерік Нільссон (Швеція) |

| 7 травня 1997 19:00 UTC+3 |

| Україна     | 1–1      | Вірменія     |
| ----------- | -------- | ------------ |
| Шевченко 6' | Протокол | Петросян 77' |

| Олімпійський, Київ Глядачів: 47,000 Арбітр: Атанас Узунов (Болгарія) |

| 7 червня 1997 19:00 UTC+3 |

| Україна | 0–0      | Німеччина |
| ------- | -------- | --------- |
|         | Протокол |           |

| Олімпійський, Київ Глядачів: 63,000 Арбітр: Ласло Вагнер (Угорщина) |

| 7 червня 1997 21:30 UTC+1 |

| Португалія              | 2–0      | Албанія |
| ----------------------- | -------- | ------- |
| Жуан Пінту 14' Фігу 70' | Протокол |         |

| Даш-Анташ, Порту Глядачів: 14,000 Арбітр: Тер'є Хауге (Норвегія) |

| 20 серпня 1997 19:30 UTC+1 |

| Північна Ірландія | 1–3      | Німеччина             |
| ----------------- | -------- | --------------------- |
| Г'юз 59'          | Протокол | Біргофф 72', 77', 78' |

| Віндзор Парк, Белфаст Глядачів: 12,037 Арбітр: Хосе Марія Гарсія-Аранда (Іспанія) |

| 20 серпня 1997 19:00 UTC+3 |

| Україна    | 1–0      | Албанія |
| ---------- | -------- | ------- |
| Ребров 86' | Протокол |         |

| Олімпійський, Київ Глядачів: 38,000 Арбітр: Любош Міхель (Словаччина) |

| 20 серпня 1997 21:30 Всесвітній координований час |

| Португалія                              | 3–1      | Вірменія     |
| --------------------------------------- | -------- | ------------ |
| Домінгуш 23' Фігу 31' Педру Барбоза 55' | Протокол | Асадурян 46' |

| Ештадіу ду Бонфім, Сетубал Глядачів: 16,000 Арбітр: Марчел Ліка (Румунія) |

| 6 вересня 1997 20:00 UTC+2 |

| Німеччина   | 1–1      | Португалія  |
| ----------- | -------- | ----------- |
| Кірстен 80' | Протокол | Барбоза 70' |

| Олімпійський стадіон, Берлін Глядачів: 75,841 Арбітр: Марк Батта (Франція) |

| 6 вересня 1997 17:00 UTC+4 |

| Вірменія                                    | 3–0      | Албанія |
| ------------------------------------------- | -------- | ------- |
| Варданян 56' Асадурян 81' Авалян 87' (пен.) | Протокол |         |

| Раздан, Єреван Глядачів: 5,000 Арбітр: Мирослав Радоман (Югославія) |

| 10 вересня 1997 19:30 UTC+2 |

| Німеччина                                    | 4–0      | Вірменія |
| -------------------------------------------- | -------- | -------- |
| Клінсманн 70', 84' Гесслер 85' Кірстен 90+1' | Протокол |          |

| Зігналь Ідуна Парк, Дортмунд Глядачів: 43,000 Арбітр: Петер Міккельсен (Данія) |

| 10 вересня 1997 17:00 UTC+2 |

| Албанія  | 1–0      | Північна Ірландія |
| -------- | -------- | ----------------- |
| Гачі 65' | Протокол |                   |

| Гардтурм, Цюрих Глядачів: 2,650 Арбітр: Роже Філіппі (Люксембург) |

| 11 жовтня 1997 18:30 UTC+2 |

| Німеччина                                | 4–3      | Албанія                          |
| ---------------------------------------- | -------- | -------------------------------- |
| Гельмер 64' Біргофф 78', 90' Маршалл 85' | Протокол | Колер 55' (аг) Таре 80' Вата 87' |

| АВД-Арена, Ганновер Глядачів: 44,522 Арбітр: Руне Педерсен (Норвегія) |

| 11 жовтня 1997 20:30 UTC+4 |

| Вірменія | 0–2      | Україна                   |
| -------- | -------- | ------------------------- |
|          | Протокол | Шевченко 33' Максимов 54' |

| Раздан, Єреван Глядачів: 7,500 Арбітр: Мануель Діас Вега (Іспанія) |

| 11 жовтня 1997 17:30 UTC+1 |

| Португалія    | 1–0      | Північна Ірландія |
| ------------- | -------- | ----------------- |
| Консейсан 18' | Протокол |                   |

| Да-Луж, Лісабон Глядачів: 31,847 Арбітр: Петер Міккельсен (Данія) |

## Плей-оф
За регламентом учасниками плей-оф за вихід на світову першість ставали 8 із 9 команд, що посіли другі місця у своїх групах, за виключенням команди, що мала серед них найкращий результат в іграх проти команд, що зайняли 1-е, 3-є та 4-е місця, яка виходила на чемпіонат світу напряму.

### Рейтинг других місць
| Команда   | О  | І | В | Н | П | МЗ | МП | РМ |
| --------- | -- | - | - | - | - | -- | -- | -- |
| Шотландія | 13 | 6 | 4 | 1 | 1 | 8  | 2  | 6  |
| Італія    | 12 | 6 | 3 | 3 | 0 | 5  | 0  | 5  |
| Бельгія   | 12 | 6 | 4 | 0 | 2 | 11 | 11 | 0  |
| Росія     | 11 | 6 | 3 | 2 | 1 | 12 | 5  | 7  |
| Хорватія  | 11 | 6 | 3 | 2 | 1 | 11 | 8  | 3  |
| Югославія | 11 | 6 | 3 | 2 | 1 | 7  | 5  | 2  |
| Ірландія  | 8  | 6 | 2 | 2 | 2 | 8  | 6  | 2  |
| Україна   | 8  | 6 | 2 | 2 | 2 | 5  | 5  | 0  |
| Угорщина  | 6  | 6 | 1 | 3 | 2 | 4  | 7  | -3 |

### Стикові матчі
| Команда 1 | Заг. | Команда 2 | 1-й матч | 2-й матч |
| --------- | ---- | --------- | -------- | -------- |
| Хорватія  | 3–1  | Україна   | 2–0      | 1–1      |
| Росія     | 1–2  | Італія    | 1–1      | 0–1      |
| Ірландія  | 2–3  | Бельгія   | 1–1      | 1–2      |
| Угорщина  | 1–12 | Югославія | 1–7      | 0–5      |

#### Перше коло
| 29 жовтня 1997 18:00 UTC+1 |

| Хорватія              | 2–0      | Україна |
| --------------------- | -------- | ------- |
| Билич 11' Влаович 49' | Протокол |         |

| Максимир, Загреб Глядачів: 28,000 Арбітр: Ален Сар (Франція) |

| 29 жовтня 1997 20:30 UTC+3 |

| Росія              | 1–1      | Італія    |
| ------------------ | -------- | --------- |
| Каннаваро 52' (аг) | Протокол | В'єрі 49' |

| Динамо, Москва Глядачів: 15,000 Арбітр: Петер Міккельсен (Данія) |

| 29 жовтня 1997 20:00 UTC+1 |

| Угорщина  | 1–7      | Югославія                                                               |
| --------- | -------- | ----------------------------------------------------------------------- |
| Іллеш 88' | Протокол | Брнович 2' Джукич 6' Савичевич 10' Міятович 26', 41', 51' Милошевич 63' |

| Флоріан Альберт, Будапешт Глядачів: 13,175 Арбітр: Вітор Мелу Перейра (Португалія) |

| 29 жовтня 1997 19:30 UTC+0 |

| Ірландія | 1–1      | Бельгія   |
| -------- | -------- | --------- |
| Ірвін 7' | Протокол | Ніліс 29' |

| Ленсдаун Роуд, Дублін Глядачів: 32,305 Арбітр: Ласло Вагнер (Угорщина) |

#### Друге коло
| 15 листопада 1997 17:00 UTC+1 |

| Югославія                                        | 5–0      | Угорщина |
| ------------------------------------------------ | -------- | -------- |
| Милошевич 18' Міятович 44', 45' (пен.), 71', 88' | Протокол |          |

| ім. Райко Митича, Белград Глядачів: 48,498 Арбітр: Метін Токат (Туреччина) |

Югославія виграла 12–1 за сумою двох матчів.
| 15 листопада 1997 19:00 UTC+2 |

| Україна     | 1–1      | Хорватія   |
| ----------- | -------- | ---------- |
| Шевченко 5' | Протокол | Бокшич 27' |

| Олімпійський, Київ Глядачів: 77,500 Арбітр: Руне Педерсен (Норвегія) |

Хорватія виграла 3–1 за сумою двох матчів.
| 15 листопада 1997 20:00 UTC+1 |

| Бельгія                | 2–1      | Ірландія   |
| ---------------------- | -------- | ---------- |
| Олівейра 25' Ніліс 70' | Протокол | Гафтон 58' |

| Короля Бодуена, Брюссель Глядачів: 35,320 Арбітр: Гюнтер Бенке (Австрія) |

Бельгія виграла 3–2 за сумою двох матчів.
| 15 листопада 1997 20:45 UTC+1 |

| Італія       | 1–0      | Росія |
| ------------ | -------- | ----- |
| Казірагі 53' | Протокол |       |

| Дієго Армандо Марадона, Неаполь Глядачів: 69,207 Арбітр: Серж Мументалер (Швейцарія) |

Італія виграла 2–1 за сумою двох матчів.

## Учасники
До фнальної частини світу кваліфікувалися 15 команд країн зони УЄФА.
| Команда    | Кваліфікувалася як          | Дата кваліфікації | Попередні участі у чемпіонатах світу1                                                       |
| ---------- | --------------------------- | ----------------- | ------------------------------------------------------------------------------------------- |
| Франція    | Господарі                   | 2 липня 1992      | 9 (1930, 1934, 1938, 1954, 1958, 1966, 1978, 1982, 1986)                                    |
| Данія      | Переможці Групи 1           | 11 жовтня 1997    | 1 (1986)                                                                                    |
| Англія     | Переможці Групи 2           | 11 жовтня 1997    | 9 (1950, 1954, 1958, 1962, 1966, 1970, 1982, 1986, 1990)                                    |
| Норвегія   | Переможці Групи 3           | 6 вересня 1997    | 2 (1938, 1994)                                                                              |
| Австрія    | Переможці Групи 4           | 11 жовтня 1997    | 6 (1934, 1954, 1958, 1978, 1982, 1990)                                                      |
| Болгарія   | Переможці Групи 5           | 10 вересня 1997   | 6 (1962, 1966, 1970, 1974, 1986, 1994)                                                      |
| Іспанія    | Переможці Групи 6           | 11 жовтня 1997    | 9 (1934, 1950, 1962, 1966, 1978, 1982, 1986, 1990, 1994)                                    |
| Нідерланди | Переможці Групи 7           | 11 жовтня 1997    | 6 (1934, 1938, 1974, 1978, 1990, 1994)                                                      |
| Румунія    | Переможці Групи 8           | 18 серпня 1997    | 6 (1930, 1934, 1938, 1970, 1990, 1994)                                                      |
| Німеччина  | Переможці Групи 9           | 11 жовтня 1997    | 13 (1934, 1938, 19542, 19582, 19622, 19662, 19702, 19742, 19782, 19822, 19862, 19902, 1994) |
| Шотландія  | Найкраща серед других місць | 11 жовтня 1997    | 7 (1954, 1958, 1974, 1978, 1982, 1986, 1990)                                                |
| Хорватія   | Переможець плей-оф          | 15 листопада 1997 | 0 (дебют)                                                                                   |
| Італія     | Переможець плей-оф          | 15 листопада 1997 | 13 (1934, 1938, 1950, 1954, 1962, 1966, 1970, 1974, 1978, 1982, 1986, 1990, 1994)           |
| Бельгія    | Переможець плей-оф          | 15 листопада 1997 | 9 (1930, 1934, 1938, 1954, 1970, 1982, 1986, 1990, 1994)                                    |
| Югославія  | Переможець плей-оф          | 15 листопада 1997 | 8 (19303, 19503, 19543, 19583, 19623, 19743, 19823, 19903)                                  |

1 Жирним позначені переможці відповідної світової першості. Курсивом позначені господарі відповідної світової першості.
2 Змагалася як збірна ФРН.
3 Змагалася як збірна СФРЮ.

## Бомбардири
Загалом у 228 іграх відбору було забито 667 голів (у середньому 2,93 голи за матч).
14 голів
- Предраг Міятович

9 голів
- Саво Милошевич

8 голів
- Георге Попеску
- Хакан Шюкюр

7 голів
- Тоні Польстер
- Тоні Каскаріно
- Денніс Бергкамп
- Кеннет Андерссон
- Деян Савичевич

6 голів
- Луїс Олівейра
- Еміл Костадинов
- Олівер Біргофф
- Віорел Молдован
- Кевін Галлахер

5 голів
- Лоренцо Сталенс
- Давор Шукер
- Алан Ширер
- Антті Суміала
- Ульф Кірстен
- Георге Хаджі
- Альфонсо Перес
- Октай Дереліоглу
- Дін Сондерс

4 голи
- Петер Штегер
- Люк Ніліс
- Елвир Болич
- Красимир Балаков
- Ален Бокшич
- Владімір Шміцер
- Браян Лаудруп
- Девід Конноллі
- Митко Стойковський
- Франк де Бур
- П'єр ван Гойдонк
- Столе Сольбаккен
- Дорінел Мунтяну
- Дан Петреску
- Душан Тіттел
- Луїс Енріке
- Фернандо Єрро
- Кубілай Тюрк'їлмаз
- Андрій Шевченко
- Марк Г'юз

3 голи
- Ерік Асадурян
- Андреас Герцог
- Славен Билич
- Звонимир Бобан
- Синиша Гогич
- Аллан Нільсен
- Тедді Шерінгем
- Тоді Йонссон
- Ярі Літманен
- Шота Арвеладзе
- Томас Гесслер
- Юрген Клінсманн
- Деміс Ніколаїдіс
- Елі Охана
- Фабріціо Раванеллі
- Едгарас Янкаускас
- Дейві Главевський
- Джорджі Христов
- Іейн Дауї
- Туре Андре Флу
- К'єтіль Рекдаль
- Уле Гуннар Сульшер
- Анджей Юсковяк
- Луїш Фігу
- Георге Крайовяну
- Константін Гилке
- Ігор Коливанов
- Петер Дубовський
- Тібор Янчула
- Йозеф Майорош
- Прімож Ґліха
- Хулен Герреро
- Мартін Далін
- Пер Зеттерберг
- Сергій Ребров
- Енді Мелвілл

2 голи
- Бледар Кола
- Володимир Маковський
- Еміль Мпенза
- Ерік ван Мейр
- Хасан Саліхаміджич
- Горан Влаович
- Яннос Іуанноу
- Нікодімос Папавасілею
- Радек Бейбл
- Павел Кука
- Патрік Бергер
- Міклош Мольнар
- Пол Гаскойн
- Іан Райт
- Уні Арге
- Ян Аллан Мюллер
- Темурі Кецбая
- Бела Іллеш
- Ласло Клаус
- Елек Нілас
- Арнор Гудйонсен
- Триггві Гудмундссон
- Бриняр Бйорн Гуннарссон
- Рой Кін
- Ніелл Куїнн
- Таль Банін
- Іцик Зохар
- П'єрлуїджі Казірагі
- Паоло Мальдіні
- Крістіан В'єрі
- Джанфранко Дзола
- Вітс Рімкус
- Юрійс Шевляковс
- Михайло Землинський
- Орестас Буйткус
- Саша Чирич
- Мирослав Джокич
- Тоні Міцевський
- Рональд де Бур
- Вім Йонк
- Патрік Клюйверт
- Петтер Руді
- Педру Барбоза
- Жуан Вієйра Пінту
- Дмитро Аленічев
- Володимир Бесчастних
- Юрій Никифоров
- Ігор Сімутенков
- Девід Гопкін
- Юліус Шимон
- Златко Захович
- Гільєрмо Амор
- Жузеп Гвардіола
- Хуан Антоніо Піцці
- Стефан Шапюїза
- Мурат Якін
- Аріф Ердем
- Юрій Максимов
- Раян Гіггз
- Марк Пембрідж
- Славиша Йоканович
- Владимир Югович
- Синиша Михайлович
- Драган Стойкович

1 гол
- Байрам Франголлі
- Алтин Гачі
- Іглі Таре
- Руді Вата
- Гарнік Авалян
- Карапет Мікаелян
- Артур Петросян
- Акоп Тер-Петросян
- Арутюн Варданян
- Андреас Гераф
- Гаймо Пфайфенбергер
- Івиця Вастич
- В'ячеслав Личкін
- Відаді Рзаєв
- Назім Сулейманов
- Валентин Белькевич
- Сергій Гуренко
- Петро Качуро
- Герт Классенс
- Бертран Крассон
- Марк Дегріз
- Герт Вергеєн
- Марк Вільмотс
- Мехо Кодро
- Един Муйчин
- Даніел Боримиров
- Ілія Груєв
- Іліан Ілієв
- Трифон Іванов
- Йордан Лечков
- Любослав Пенев
- Христо Стоїчков
- Івайло Йорданов
- Силвіо Марич
- Роберт Просинечки
- Звонимир Сольдо
- Яннакіс Оккас
- Хараламбос Піттас
- Міленко Шполярич
- Мартін Фрідек
- Любош Козел
- Любош Кубік
- Павел Недвед
- Їржи Новотний
- Горст Зігль
- Мікаель Лаудруп
- Пер Педерсен
- Марк Ріпер
- Мікаель Шенберг
- Нік Бармбі
- Лес Фердінанд
- Пол Скоулз
- Сергій Хохлов-Сімсон
- Марко Крістал
- Андрес Опер
- Індрек Зелінський
- Єнс Крістіан Гансен
- Ессур Гансен
- Йон Петерсен
- Йонас Колкка
- Міксу Паателайнен
- Ярі Вангала
- Георгій Кінкладзе
- Кахабер Цхададзе
- Маріо Баслер
- Фреді Бобич
- Томас Гельмер
- Штефан Кунц
- Олаф Маршалл
- Андреас Меллер
- Алексіс Александріс
- Стратос Апостолакіс
- Йоргос Доніс
- Костас Францескос
- Костас Константінідіс
- Даніел Батішта Ліма
- Нікос Махлас
- Марінос Узунідіс
- Габор Халмаї
- Золтан Ковач
- Ференц Орос
- Флоріан Урбан
- Ейнар Даніелссон
- Бьярні Гудйонссон
- Тордур Гудйонссон
- Сігурдур Йонссон
- Хельгі Сігурдссон
- Іан Гарт
- Рей Гафтон
- Деніс Ірвін
- Девід Келлі
- Марк Кеннеді
- Джейсон Макатір
- Алан Маклафлін
- Кіт О'Ніл
- Енді Таунсенд
- Гаді Брумер
- Ронен Харазі
- Роберто Баджо
- Роберто Ді Маттео
- Віталійс Астаф'євс
- Владімірс Бабічевс
- Александрс Єлісєєвс
- Маріо Фрік
- Франц Шедлер
- Гаррі Цех
- Вальдас Іванаускас
- Армінас Нарбековас
- Айдас Прейкшайтіс
- Томас Ражанаускас
- Вайдотас Шлекис
- Томас Жюкас
- Паоло Амодіо
- Роббі Лангерс
- Бобан Бабунський
- Неджмедін Мемеді
- Ванчо Мицевський
- Сашо Милошевський
- Артим Шакірі
- Срджян Захарєвський
- Гілберт Агіус
- Стефан Султана
- Сергій Клещенко
- Олександр Куртіян
- Джон Босман
- Філліп Коку
- Кларенс Зеєдорф
- Яп Стам
- Арон Вінтер
- Майкл Г'юз
- Ніл Леннон
- Джеррі Таггарт
- Дан Егген
- Йостейн Флу
- Ян Івар Якобсен
- Ейвінд Леонардсен
- Франк Страндлі
- Егіль Естенстад
- Генрик Балушинський
- Кшиштоф Букальський
- Марек Цитко
- Адам Ледвон
- Кшиштоф Новак
- Мирослав Тшецяк
- Кшиштоф Важиха
- Сержіу Консейсан
- Руй Кошта
- Фернанду Коуту
- Елдер Кріштован
- Домінгуш Пасієнсія
- Константін Барбу
- Антон Добош
- Іліє Думітреску
- Адріан Іліе
- Сергій Гришин
- Андрій Канчельскіс
- Валерій Карпін
- Валерій Кечинов
- Олексій Косолапов
- Владислав Радімов
- Андрій Тихонов
- Сергій Юран
- Том Бойд
- Джон Коллінз
- Гордон Дьюрі
- Даррен Джексон
- Джон Макгінлей
- Любомир Моравчик
- Ярослав Тімко
- Маріан Земан
- Кіко
- Олі
- Рауль
- Патрік Андерссон
- Маттіас Юнсон
- Генрік Ларссон
- Адріан Кунц
- Массімо Ломбардо
- Чіріако Сфорца
- Саффет Айкюз
- Огуз Четін
- Хамі Мандирали
- Ертугрул Саглам
- Серген Ялчин
- Віталій Косовський
- Сергій Попов
- Нейтан Блейк
- Джон Робінсон
- Роббі Севідж
- Гері Спід
- Бранко Брнович
- Мирослав Джукич
- Зоран Міркович

1 автогол
- Дражен Ладич (у грі проти Боснії і Герцеговини)
- Янек Меет (у грі проти Шотландії)
- Марек Лемсалу (у грі проти Латвії)
- Олі Йоганнесен (у грі проти Іспанії)
- Теуво Мойланен (у грі проти Угорщини)
- Юрген Колер (у грі проти Албанії)
- Теодорос Загоракіс (у грі проти Данії)
- Фабіо Каннаваро (у грі проти Росії)
- Люка Гоббі (у грі проти Туреччини )